# V6 (グループ)
V6（ブイシックス）は、日本の男性アイドルグループ。1995年に結成、CDデビュー。2021年11月1日をもって解散し、26年の歴史に幕を下ろした。所属事務所はジャニーズ事務所。所属レコードレーベルはavex trax。
年長者3人の坂本昌行・長野博・井ノ原快彦で構成される20th Century（通称トニセン）と、年少者3人の森田剛・三宅健・岡田准一で構成されるComing Century（通称カミセン）に分かれて活動することもあった。このうち20th CenturyはV6本体解散後も活動を続けている。

## メンバー
グループのリーダーは坂本昌行。解散時のジャニーズ事務所公式サイトのプロフィールをもとに記述。
|                | 名前                              | 生年月日               | 血液型 | 出身地   | メンバーカラー |
| -------------- | --------------------------------- | ---------------------- | ------ | -------- | -------------- |
| 20th Century   | 坂本 昌行 （さかもと まさゆき）   | 1971年7月24日（54歳）  | O型    | 東京都   | 青             |
| 20th Century   | 長野 博 （ながの ひろし）         | 1972年10月9日（52歳）  | A型    | 神奈川県 | 紫             |
| 20th Century   | 井ノ原 快彦 （いのはら よしひこ） | 1976年5月17日（49歳）  | A型    | 東京都   | 緑             |
| Coming Century | 森田 剛 （もりた ごう）           | 1979年2月20日（46歳）  | A型    | 埼玉県   | 赤             |
| Coming Century | 三宅 健 （みやけ けん）           | 1979年7月2日（46歳）   | O型    | 神奈川県 | オレンジ       |
| Coming Century | 岡田 准一 （おかだ じゅんいち）   | 1980年11月18日（44歳） | B型    | 大阪府   | 黄             |

## 概要
1995年、『バレーボールワールドカップ』のイメージキャラクターとして結成される。V6の「V」には、「volleyball」（バレーボール）、「victory」（ビクトリー）、「visual」（ビジュアル）、「versus」（バーサス）、「veteran」（ベテラン）、「vitamin（ビタミン）」、「value（バリュー）」など、いくつかの意味が込められている。「6」は6人組であることにちなむ。中国語での表記は「勝利六人組」。
先述の通り年長組3人を「20th Century（トゥエンティース・センチュリー）」（通称トニセン）、年少組3人を「Coming Century（カミング・センチュリー）」（通称カミセン）として、独立した活動も行っていた。“トニセン”は、「20th Century」が正しい発音では「トゥエニース・センチュリー」と聞こえることから。
2021年6月、「デビューからのシングルTOP10入り連続年数」（各年度のオリコン年間ランキング集計期間に準拠）が27年で歴代1位を記録。
2021年11月1日をもって解散した。同時に森田剛はジャニーズ事務所も退所した（詳細後述）。Coming Centuryは活動を終了し、20th Centuryのみ活動を継続する。
V6解散と同時に退所した森田と共にComing Centuryとして活動していた三宅健と岡田准一はV6解散後もジャニーズ事務所に所属していたが、三宅は2023年5月2日に、岡田も同年11月30日に退所したため、Coming Centuryとして活動したメンバー全員が退所することとなった。

## 略歴

### CDデビューまで
1995年8月に発売されたアイドル雑誌『Myojo』10月号で、発足以来プロ化を目指していた日本バレーボールのVリーグに乗じて、同年秋にフジテレビ主催で行われる『バレーボールワールドカップ』のイメージキャラクターとして、新しいグループが作られることが初めて発表される。当時のグループ名表記は「Vsix」で、候補段階のメンバーは、坂本昌行・井ノ原快彦・原知宏の写真と、長野博・佐野瑞樹・喜多見英明と思われるシルエット（次号で発表）の、計6名となっている。この6名は当時、「ジャニーズSr.」（初代メインメンバー：坂本・長野、初代サポートメンバー：井ノ原・佐野・原・喜多見）としてNHK-BS2『アイドルオンステージ』で活躍していたメンバーだった。
翌9月発売の『Myojo』11月号で、「V6」のデビューが大々的に掲載され、この時点でメンバーは坂本・長野・井ノ原・森田剛・三宅健・岡田准一の6名となり、9月4日に六本木のディスコ「ヴェルファーレ」でデビュー記者発表が行われた。
11月1日に「MUSIC FOR THE PEOPLE」でCDデビュー。同日にデビューイベント『SING FOR THE PEOPLE』を国立代々木競技場第一体育館前の特設会場で行う。また、イメージキャラクターを務めた『バレーボールワールドカップ』の大会中継や、V6主演のタイアップドラマ『Vの炎』に出演した。翌年1996年からは『春の高校バレー』のイメージキャラクターを務めた。

#### エピソード
三宅健はジャニー喜多川より直接「V6やらない?」と加入を勧められた。その際、三宅が「（森田）剛は入らないの?」と聞いたところジャニーより「入らない」と言われたため、「（森田が加入しなければ）じゃあやりたくない」と答えた。ジャニーは当初三宅中心のグループを構想しており、森田はそのメンバーの構想外であった。三宅の返答にジャニーは、「どうすんの！お前、剛入ったら、1番になれないじゃない！」と返したそうだが、三宅は「グループが売れるためには森田が必要だ」と考えていたため、森田加入が条件である意志が変わることなく、「それでもいいから森田くんも入れてくれよ」と意志を伝え最終的に森田剛も加入となった。
V6のVの意味はジャニー喜多川が「せっかく6人居るんだから色んな意味付けちゃいなよ」と提案。先述の意味以外にも、リーダー坂本昌行の実家が八百屋なので『Vegetable（野菜）』、長野博は自転車屋なので『Bicycle（自転車）』でBなのだが、ジャニーが「これもVだよ！」てほぼこじ付け気味に納め、井ノ原快彦が「俺は何？」と聞くとジャニーは『お前は…Veteran（ベテラン）だよ』と答えた。

### 1990年代
レコード会社の籍をエイベックスに置いた事から、当初のシングルはデイブ・ロジャースなどの作曲によるユーロビートの楽曲を歌っていた他、エイベックス初期から活動していた永岡昌憲・星野靖彦や、DJ KOO（TRF）・motsu（m.o.v.e）らエイベックス所属アーティストから楽曲提供を受けていた。
1996年12月31日、前年1月17日に発生した阪神・淡路大震災の復興チャリティイベント『V6 COUNT DOWN '97』を神戸ワールド記念ホールにて開催し、収益金を神戸市教育委員会に寄付。
1997年10月16日、レギュラー番組『学校へ行こう!』放送開始。後続番組の『学校へ行こう!MAX』が終了する2008年9月まで11年間にわたり放送される。
1997年12月1日、阪神・淡路大震災へのチャリティー活動として、1997年までにデビューしていたTOKIO・V6・KinKi Kidsが合体してJ-FRIENDSを結成することを発表。2003年3月まで活動した。
1998年、『24時間テレビ21』で森田がチャリティーマラソンランナーに選ばれ、100kmを完走。

### 2000年代
2000年8月19日・20日に『24時間テレビ23』で番組パーソナリティーを務めた。 同年9月10日、夏のコンサートでさいたまスーパーアリーナのこけら落し公演を行う。
2001年、台湾・台北で日本人としては初の3日間連続公演を行う。10月にはComing Centuryが台湾、香港でコンサートを開催。
2002年4月20日、韓国の『ドリームコンサート2002』に日本人として初出演。5月4日、Coming Centuryが台湾の音楽祭『金曲奨』でプレゼンターを務める。11月には香港、台湾でコンサートを開催し、香港公演は日中国交正常化30周年記念事業として行われた。
2003年、Coming Centuryが『COSMIC RESCUE』で映画初主演。同作が宇宙を舞台としていることから『第18回世界宇宙飛行士会議』のオフィシャルサポーターに任命された。9月28日、V6初主演映画『ハードラックヒーロー』のイベント試写会を全国5大都市で実施。劇場公開はされなかったが、東京国際映画祭の特別招待作品に選出、釜山国際映画祭に正式出品された。
2004年、アジア文化産業交流財団から「アジア文化交流貢献有功賞」を受賞。8月公開の映画『サンダーバード』で日本語吹き替え版の声優及び主題歌を担当した。
2005年、デビュー10周年を迎え、11月1日に国立代々木競技場第一体育館で記念イベントを開催。翌2日から全国ツアー『V6 10th Anniversary Concert 2005 musicmind』を開催し、同ツアーに連動して全国6大都市で握手会を行った。また、東京・渋谷にミュージアム「V6 10th ANNIVERSARY MUSEUM」が期間限定でオープン、V6主演映画『ホールドアップダウン』が全国公開された。12月6日、韓国の『日韓友情年記念コンサート』に日本代表として出演。
2006年、全国ツアー『V6 SUMMER LIVE 2006 グッデイ!!』を8月から9月にかけて開催。同ツアーで1995年12月の初コンサートから通算500万人の動員を達成した。
2007年9月12日発売の10枚目のオリジナル・アルバム『Voyager』が24日付のオリコンアルバムランキングで初登場1位を獲得。同ランキング通算1000作目の1位獲得作品となる。
2009年9月19日、韓国・ソウルで開催された『アジア・ソング・フェスティバル』に出演し、日韓文化交流の功績からアジアスペシャルアワードを受賞。11月に韓国、台湾で7年ぶりのアジアツアーを行う。

### 2010年代
2014年、『第65回NHK紅白歌合戦』に初出場。
2015年、デビュー20周年を記念して8月30日から全国ツアー『ラブセン presents V6 LIVE TOUR 2015 -SINCE 1995〜FOREVER-』を開催。11月1日の最終公演の開演前には、国立代々木競技場第一体育館前の特設会場で公開会見を行った。また12月6日にはWOWOWで最終公演の模様が独占放送された。これがジャニーズ事務所所属アーティストで初のツアーのWOWOW放送だった。
8月22日・8月23日に『24時間テレビ38』で事務所の後輩のHey! Say! JUMPとともにメインパーソナリティーを、12月24日・12月25日に『第41回ラジオ・チャリティ・ミュージックソン』でメインパーソナリティをそれぞれ務めたほか、11月3日には『学校へ行こう!』が特別番組として7年ぶりに放送された。
2016年10月23日、国立代々木競技場第一体育館で開催された『テレビ朝日ドリームフェスティバル2016』に出演。日本国内で開催される音楽フェスに参加するのはこれが初めてとなる。
2017年、全国ツアー『LIVE TOUR 2017 The ONES』を開催。長野の45歳の誕生日にあたる10月9日に行われた横浜アリーナ公演の模様が11月25日にWOWOWで放送された。

### 2020年代
2020年5月13日、ジャニーズ事務所所属グループによる新型コロナウイルス感染拡大防止の支援活動『Smile Up! Project』の一環として、V6のメンバーを含む75名の期間限定ユニット「Twenty★Twenty」を結成することが発表された。
11月1日、デビュー25周年を記念して初の配信ライブ『V6 For the 25th anniversary』を開催。また、前日の10月31日にはファンクラブ会員限定の前夜祭が配信された。

#### グループ解散
2021年3月12日、デビュー26周年の11月1日をもってV6が解散すること、森田がジャニーズ事務所を退所することが発表された。その第一報は、3月12日16時にファンクラブ会員に向けて公開されたメッセージ動画にてもたらされた。なお、Coming Centuryはグループの解散と同時に活動を終了し、20th Centuryのみ活動を継続することも併せて発表された。2019年春頃よりメンバーが2020年のデビュー25周年に向けての話し合いをする中で、森田より「ジャニーズ事務所を離れた環境で役者に挑戦したい」との申し出があった。その申し出を聞き、「人生の半分以上一緒にいる仲間の提案を、他の5人は止められない。」、「それをきっかけに5人がV6、そしてそれぞれの将来を考えた時に、”解散”が自分たちの新しい形なんじゃないか」という考えから、解散を決意した。なお、この解散発表前の2020年9月に出演したテレビ番組のNHK『SONGS』にて岡田は「抜けても頑張っている後輩くんたち沢山いるから発言は難しいけど、俺ら1人でも抜けたらV6はないってそれ（思い）が強い。」と発言している。
9月4日 - 11月1日、最後の全国ツアー『LIVE TOUR V6 groove』を開催した。未曾有のコロナ禍における開催であったが、メンバー・スタッフからひとりの感染者も出すことなく、全公演を完走した。他のジャニーズグループでも関係者の感染発覚による公演中止が相次ぐ中、奇跡的な完走であった。最終日の11月1日はJohnny's netオンラインにて生配信され、この日をもって解散した。
なお、グループとして最後のテレビ番組出演は、10月26日放送の『学校へ行こう!2021』だった。解散日はスタッフ達の中で「12月31日の年末にテレビで最後を迎える」という案もあったそうだが、三宅は「悲しい日が増えるのが嫌だな。」、「1年、また1年経って“今日はデビュー日か……”、“今日は解散の日か……“って思うのが嫌だなって思った。2021年の11月1日は解散する日でもあるけど、僕たちの26周年を迎える日でもあるから、悲しいだけじゃないっていうか。そういうふうにしたくて」と思い、デビュー記念日である11月1日を提案、了承され、11月1日が解散日となった。
また、V6や個々のファンクラブ会員だけがパソコンやスマホアプリから過去にリリースされた映像や衣装、写真などが観覧出来る仮想空間「V-Land」を11月1日（10月18日からプレオープン）から同月30日までオープン。ラストライブが行われた1日の22時からは、最後の映像作品「WANDERER」が配信された。「V-Land」アプリ終了後は12月15日から2022年3月31日までWebサイト「V-Land Portal」をオープンした。（20th Century・三宅・岡田ファンクラブ会員のみ利用可）
10月22日より2007年 - 2021年までのライブコンテンツ8作品をAmazon Prime Videoにて配信開始。
11月1日、V6が東京都江戸川区の『区立なぎさ公園』に「ブイロクの木」と名付けたオリーブの木を寄贈した。「平和、知恵、勝利」の象徴でもあるオリーブの木、「平和を願い、みんなの知恵を使って、起こりうるあらゆる困難に打ち勝つ精神」を伝い。また、「これから訪れる未来が、笑顔集うこの地でいつまでも「ブイロクの木」のもと、子供たちが健やかに成長し続けることを心から願っております」と思いを語っている。

#### グループ解散後
11月2日、ラストライブ終了後の深夜0時に三宅が自身のラジオに生出演。番組終盤には井ノ原と長野も駆け付けた。ラジオ内では三宅個人のインスタグラムアカウントを開設することを発表。
ファンクラブは20th Century、三宅、岡田それぞれで運営することが決定。
森田は妻の宮沢りえとともに新会社「MOSS」を立ち上げ、ホームページ、Twitterアカウントを開設。
2022年4月8日、岡田准一撮影の写真集『Guys 俺たち』が発売された。これを記念し、写真展も開催された。
2022年5月、20th CenturyがTwitterアカウントを開設。
2022年10月、三宅健が初のソロライブツアー｢Ken Miyake NEWWW Live Tour 2022｣を開催。東京ガーデンシアターをはじめとし、全国8都市12公演を行った。その後、同年11月16日に三宅健の初のソロアルバム｢NEWWW｣がリリースされた。
2023年2月20日、三宅健が同年5月2日をもってジャニーズ事務所からの退所を発表し、同年5月2日に正式に退所した。その後、同年7月2日に滝沢秀明が設立した新会社「TOBE」に所属したことを発表。
2023年10月2日、岡田准一が同年11月30日をもってジャニーズ事務所を退所し、今後芸能事務所を設立して活動すると発表した。岡田の退所をもって、Coming Centuryの全員が退所することとなった。

## 記録
いずれもオリコンチャートにて、2022年4月17日時点のもの。
- シングル総売上枚数：1040.8万枚
- アルバム総売上枚数：416.5万枚
- シングル+アルバム総売上枚数：1457.3万枚
- 「デビューからのシングルTOP10入り連続年数」（各年度のオリコン年間ランキング集計期間に準拠）記録が歴代1位（27年）
- 「シングル連続TOP10入り獲得作品数」記録が歴代5位（53作）
- 「オリコン週間シングルランキング」1位獲得作品（33作品）

### シングル累積売上TOP6
1位：『愛なんだ』 58.5万枚
2位：『MUSIC FOR THE PEOPLE』 52.8万枚
3位：『WAになっておどろう』 52.3万枚
4位：『MADE IN JAPAN』 45.9万枚
5位：『over/EASY SHOW TIME』 45.3万枚
 6位：『TAKE ME HIGHER』 38.2万枚

## ディスコグラフィ
デビューシングル「MUSIC FOR THE PEOPLE」から「太陽のあたる場所」までが8cmCDでの発売、「Feel your breeze/one」から「サンダーバード-your voice-」までCCCDにて発売、「MILLENIUM GREETING」から「出せない手紙」、「UTAO-UTAO」から「僕らはまだ/MAGIC CARPET RIDE」まで12cmCDにて発売。

順位はオリコン週間ランキング最高位を示す。

### シングル

#### CDシングル
| ＃ | 発売日         | タイトル                                | 販売形態                  | 販売形態                   | 規格品番        | 順位 | 初収録アルバム                                          |
| -- | -------------- | --------------------------------------- | ------------------------- | -------------------------- | --------------- | ---- | ------------------------------------------------------- |
| 1  | 1995年11月1日  | MUSIC FOR THE PEOPLE                    | 8cmCD                     | 通常盤                     | AVDD-20108      | 3位  | SINCE 1995 〜 FOREVER                                   |
| 2  | 1996年2月14日  | MADE IN JAPAN                           | 8cmCD                     | 通常盤                     | AVDD-20117      | 1位  | SINCE 1995 〜 FOREVER                                   |
| 3  | 1996年5月29日  | BEAT YOUR HEART                         | 8cmCD                     | 通常盤                     | AVDD-20125      | 1位  | SINCE 1995 〜 FOREVER                                   |
| 4  | 1996年9月16日  | TAKE ME HIGHER                          | 8cmCD                     | 通常盤                     | AVDD-20143      | 1位  | NATURE RHYTHM                                           |
| 5  | 1997年1月20日  | 愛なんだ                                | 8cmCD                     | 通常盤                     | AVDD-20163      | 1位  | NATURE RHYTHM                                           |
| 6  | 1997年4月3日   | 本気がいっぱい                          | 8cmCD                     | 通常盤                     | AVDD-20183      | 1位  | NATURE RHYTHM                                           |
| 7  | 1997年7月9日   | WAになっておどろう                      | 8cmCD                     | 通常盤                     | AVDD-20190      | 2位  | NATURE RHYTHM                                           |
| 8  | 1997年11月6日  | GENERATION GAP                          | 8cmCD                     | 通常盤                     | AVDD-20202      | 1位  | A JACK IN THE BOX                                       |
| 9  | 1998年3月11日  | Be Yourself!                            | 8cmCD                     | 通常盤                     | AVDD-20225      | 1位  | A JACK IN THE BOX                                       |
| 10 | 1998年7月15日  | 翼になれ                                | 8cmCD                     | 通常盤                     | AVDD-20250      | 3位  | A JACK IN THE BOX                                       |
| 11 | 1998年11月11日 | over/EASY SHOW TIME                     | 8cmCD                     | 通常盤                     | AVDD-20264      | 1位  | "LUCKY" 20th Century, Coming Century to be continued... |
| 12 | 1999年3月31日  | Believe Your Smile                      | 8cmCD                     | 通常盤                     | AVDD-20288      | 1位  | "LUCKY" 20th Century, Coming Century to be continued... |
| 13 | 1999年5月12日  | 自由であるために                        | 8cmCD                     | 通常盤                     | AVDD-20303      | 2位  | "LUCKY" 20th Century, Coming Century to be continued... |
| 14 | 1999年7月14日  | 太陽のあたる場所                        | 8cmCD                     | 通常盤                     | AVDD-20324      | 3位  | "HAPPY" Coming Century, 20th Century Forever            |
| 15 | 2000年2月2日   | MILLENNIUM GREETING                     | CD                        | 通常盤                     | AVCD-30077      | 3位  | "HAPPY" Coming Century, 20th Century Forever            |
| 16 | 2000年5月10日  | IN THE WIND                             | CD                        | 通常盤                     | AVCD-30097      | 2位  | "HAPPY" Coming Century, 20th Century Forever            |
| 17 | 2000年10月25日 | CHANGE THE WORLD                        | CD                        | 通常盤                     | AVCD-30147      | 3位  | Very best                                               |
| 18 | 2001年2月28日  | 愛のMelody                              | CD                        | 通常盤                     | AVCD-30187      | 3位  | Volume 6                                                |
| 19 | 2001年6月20日  | キセキのはじまり/SHODO                  | CD                        | 通常盤                     | AVCD-30252      | 3位  | Volume 6                                                |
| 20 | 2001年8月29日  | 出せない手紙                            | CD                        | 通常盤                     | AVCD-30270      | 1位  | seVen                                                   |
| 21 | 2002年6月12日  | Feel your breeze/one                    | CCCD                      | 通常盤                     | AVCD-30356      | 1位  | seVen                                                   |
| 22 | 2003年3月19日  | メジルシの記憶                          | CCCD                      | 通常盤                     | AVCD-30456      | 4位  | ∞ INFINITY 〜LOVE & LIFE〜                              |
| 23 | 2003年5月28日  | Darling                                 | CCCD                      | 通常盤                     | AVCD-30488      | 1位  | ∞ INFINITY 〜LOVE & LIFE〜                              |
| 24 | 2003年7月2日   | COSMIC RESCUE/強くなれ                  | CCCD                      | 通常盤                     | AVCD-30499      | 1位  | ∞ INFINITY 〜LOVE & LIFE〜                              |
| 25 | 2004年3月24日  | ありがとうのうた                        | CCCD+DVD                  | CD+DVD盤                   | AVCD-30585/B    | 1位  | musicmind                                               |
| 25 | 2004年3月24日  | ありがとうのうた                        | CCCD                      | 初回限定盤                 | AVCD-30586      | 1位  | musicmind                                               |
| 25 | 2004年3月24日  | ありがとうのうた                        | CCCD                      | 通常盤                     | AVCD-30586      | 1位  | musicmind                                               |
| 26 | 2004年8月4日   | サンダーバード-your voice-              | CCCD+DVD                  | CD+DVD盤                   | AVCD-30624/B    | 2位  | musicmind                                               |
| 26 | 2004年8月4日   | サンダーバード-your voice-              | CCCD                      | 通常盤                     | AVCD-30625      | 2位  | musicmind                                               |
| 27 | 2005年6月22日  | UTAO-UTAO                               | CD                        | 初回盤A                    | AVCD-30780      | 1位  | musicmind                                               |
| 27 | 2005年6月22日  | UTAO-UTAO                               | CD                        | 初回盤B                    | AVCD-30781      | 1位  | musicmind                                               |
| 27 | 2005年6月22日  | UTAO-UTAO                               | CD                        | 初回盤C                    | AVCD-30782      | 1位  | musicmind                                               |
| 27 | 2005年6月22日  | UTAO-UTAO                               | CD                        | 初回盤D                    | AVCD-30783      | 1位  | musicmind                                               |
| 27 | 2005年6月22日  | UTAO-UTAO                               | CD                        | 通常盤                     | AVCD-30784      | 1位  | musicmind                                               |
| 28 | 2005年10月12日 | Orange                                  | CD+DVD                    | CD+DVD盤                   | AVCD-30844      | 1位  | musicmind                                               |
| 28 | 2005年10月12日 | Orange                                  | CD+バンダナ               | CD+バンダナ盤              | AVCD-30845      | 1位  | musicmind                                               |
| 28 | 2005年10月12日 | Orange                                  | CD                        | 通常盤                     | AVCD-30846      | 1位  | musicmind                                               |
| 29 | 2006年6月14日  | グッデイ!!                              | CD+DVD                    | 限定生産盤A                | AVCD-31025      | 1位  | Very best II                                            |
| 29 | 2006年6月14日  | グッデイ!!                              | CD                        | 限定生産盤B                | AVCD-31026      | 1位  | Very best II                                            |
| 29 | 2006年6月14日  | グッデイ!!                              | CD                        | 通常盤                     | AVCD-31027      | 1位  | Very best II                                            |
| 30 | 2007年1月31日  | HONEY BEAT/僕と僕らのあした             | CD+DVD                    | 限定生産盤A                | AVCD-31186      | 1位  | Voyager                                                 |
| 30 | 2007年1月31日  | HONEY BEAT/僕と僕らのあした             | CD                        | 限定生産盤B                | AVCD-31187      | 1位  | Voyager                                                 |
| 30 | 2007年1月31日  | HONEY BEAT/僕と僕らのあした             | CD                        | 通常盤                     | AVCD-31188      | 1位  | Voyager                                                 |
| 31 | 2007年5月23日  | ジャスミン/Rainbow                      | CD+DVD                    | 限定生産盤A                | AVCD-31226/B    | 1位  | Voyager                                                 |
| 31 | 2007年5月23日  | ジャスミン/Rainbow                      | CD                        | 限定生産盤B                | AVCD-31267      | 1位  | Voyager                                                 |
| 31 | 2007年5月23日  | ジャスミン/Rainbow                      | CD                        | 通常盤                     | AVCD-31268      | 1位  | Voyager                                                 |
| 32 | 2007年12月12日 | way of life                             | CD+DVD                    | 限定生産盤A                | AVCD-31383/B    | 1位  | READY?                                                  |
| 32 | 2007年12月12日 | way of life                             | 2CD                       | 限定生産盤B                | AVCD-31384/B    | 1位  | READY?                                                  |
| 32 | 2007年12月12日 | way of life                             | CD                        | 通常盤                     | AVCD-31385      | 1位  | READY?                                                  |
| 33 | 2008年5月28日  | 蝶                                      | CD+DVD                    | 生産限定盤A                | AVCD-31449/B    | 2位  | READY?                                                  |
| 33 | 2008年5月28日  | 蝶                                      | CD+DVD                    | 生産限定盤B                | AVCD-31450/B    | 2位  | READY?                                                  |
| 33 | 2008年5月28日  | 蝶                                      | CD                        | 通常盤                     | AVCD-31451      | 2位  | READY?                                                  |
| 34 | 2008年9月17日  | LIGHT IN YOUR HEART/Swing!              | CD+DVD                    | 初回限定生産盤A            | AVCD-31512/B    | 1位  | READY?                                                  |
| 34 | 2008年9月17日  | LIGHT IN YOUR HEART/Swing!              | CD+DVD                    | 初回限定生産盤B            | AVCD-31513/B    | 1位  | READY?                                                  |
| 34 | 2008年9月17日  | LIGHT IN YOUR HEART/Swing!              | CD                        | 通常盤                     | AVCD-31514      | 1位  | READY?                                                  |
| 35 | 2009年6月17日  | スピリット                              | 2CD                       | MUSIC盤                    | AVCD-31693/B    | 1位  | READY?                                                  |
| 35 | 2009年6月17日  | スピリット                              | CD+DVD                    | VISUAL盤                   | AVCD-31694/B    | 1位  | READY?                                                  |
| 35 | 2009年6月17日  | スピリット                              | CD                        | 通常盤                     | AVCD-31695      | 1位  | READY?                                                  |
| 36 | 2009年9月2日   | GUILTY                                  | CD+DVD                    | V6盤                       | AVCD-31743/B    | 1位  | READY?                                                  |
| 36 | 2009年9月2日   | GUILTY                                  | CD+DVD                    | トニセン・カミセン盤       | AVCD-31744/B    | 1位  | READY?                                                  |
| 36 | 2009年9月2日   | GUILTY                                  | CD                        | 通常盤                     | AVCD-31745      | 1位  | READY?                                                  |
| 37 | 2010年9月1日   | only dreaming/Catch                     | CD+DVD                    | 初回限定VISUAL盤           | AVCD-31913/B    | 1位  | Oh! My! Goodness!                                       |
| 37 | 2010年9月1日   | only dreaming/Catch                     | 2CD                       | 初回限定MUSIC盤            | AVCD-31914/B    | 1位  | Oh! My! Goodness!                                       |
| 37 | 2010年9月1日   | only dreaming/Catch                     | CD                        | 通常盤                     | AVCD-31915      | 1位  | Oh! My! Goodness!                                       |
| 38 | 2011年8月24日  | Sexy.Honey.Bunny!/タカラノイシ          | CD+DVD                    | 初回生産限定Honey盤        | AVCD-48164/B    | 2位  | Oh! My! Goodness!                                       |
| 38 | 2011年8月24日  | Sexy.Honey.Bunny!/タカラノイシ          | CD+DVD                    | 初回生産限定Bunny盤        | AVCD-48165/B    | 2位  | Oh! My! Goodness!                                       |
| 38 | 2011年8月24日  | Sexy.Honey.Bunny!/タカラノイシ          | CD                        | 通常盤                     | AVCD-48166      | 2位  | Oh! My! Goodness!                                       |
| 39 | 2012年2月15日  | バリバリBUDDY!                          | CD+DVD                    | バリバリ盤                 | AVCD-48354/B    | 2位  | Oh! My! Goodness!                                       |
| 39 | 2012年2月15日  | バリバリBUDDY!                          | CD+DVD                    | ブリアナ盤                 | AVCD-48355/B    | 2位  | Oh! My! Goodness!                                       |
| 39 | 2012年2月15日  | バリバリBUDDY!                          | CD                        | 通常盤                     | AVCD-48356      | 2位  | Oh! My! Goodness!                                       |
| 40 | 2012年8月8日   | kEEP oN.                                | CD+DVD                    | kEEP oN.盤                 | AVCD-48539/B    | 3位  | Oh! My! Goodness!                                       |
| 40 | 2012年8月8日   | kEEP oN.                                | CD+DVD                    | キーポン盤                 | AVCD-48540/B    | 3位  | Oh! My! Goodness!                                       |
| 40 | 2012年8月8日   | kEEP oN.                                | CD                        | 通常盤                     | AVCD-48541      | 3位  | Oh! My! Goodness!                                       |
| 41 | 2012年12月26日 | ROCK YOUR SOUL                          | CD+DVD                    | 初回生産限定盤A            | AVCD-48661/B    | 1位  | Oh! My! Goodness!                                       |
| 41 | 2012年12月26日 | ROCK YOUR SOUL                          | CD+DVD                    | 初回生産限定盤B            | AVCD-48662/B    | 1位  | Oh! My! Goodness!                                       |
| 41 | 2012年12月26日 | ROCK YOUR SOUL                          | CD                        | 通常盤                     | AVCD-48663      | 1位  | Oh! My! Goodness!                                       |
| 41 | 2012年12月26日 | ROCK YOUR SOUL                          | CD                        | タイアップ盤               | AVCD-48664      | 1位  | Oh! My! Goodness!                                       |
| 42 | 2013年8月21日  | 君が思い出す僕は 君を愛しているだろうか | CD+DVD                    | 初回生産限定盤A            | AVCD-48790/B    | 3位  | SUPER Very best                                         |
| 42 | 2013年8月21日  | 君が思い出す僕は 君を愛しているだろうか | CD+DVD                    | 初回生産限定盤B            | AVCD-48791/B    | 3位  | SUPER Very best                                         |
| 42 | 2013年8月21日  | 君が思い出す僕は 君を愛しているだろうか | CD                        | 通常盤                     | AVCD-48792      | 3位  | SUPER Very best                                         |
| 43 | 2014年8月27日  | 涙のアトが消える頃                      | CD+DVD                    | 初回限定盤A盤              | AVCD-83101/B    | 2位  | SUPER Very best                                         |
| 43 | 2014年8月27日  | 涙のアトが消える頃                      | CD+DVD                    | 初回限定盤B盤              | AVCD-83102/B    | 2位  | SUPER Very best                                         |
| 43 | 2014年8月27日  | 涙のアトが消える頃                      | CD                        | 通常盤                     | AVCD-83103      | 2位  | SUPER Very best                                         |
| 44 | 2014年10月22日 | Sky's The Limit                         | CD+DVD+ミュージックカード | 初回生産限定盤A            | AVCD-83140/B～C | 1位  | SUPER Very best                                         |
| 44 | 2014年10月22日 | Sky's The Limit                         | CD+DVD                    | 初回生産限定盤B            | AVCD-83141/B    | 1位  | SUPER Very best                                         |
| 44 | 2014年10月22日 | Sky's The Limit                         | CD+DVD                    | CD+DVD/通常盤              | AVCD-83143/B    | 1位  | SUPER Very best                                         |
| 44 | 2014年10月22日 | Sky's The Limit                         | CD                        | CD ONLY盤/通常盤           | AVCD-83142      | 1位  | SUPER Very best                                         |
| 44 | 2014年10月22日 | Sky's The Limit                         | ミュージックカード        | ミュージックカード         | AQZD-76724      | 1位  | SUPER Very best                                         |
| 45 | 2015年5月8日   | Timeless                                | CD+DVD                    | 初回生産限定盤A盤          | AVCD-83279/B    | 1位  | SUPER Very best                                         |
| 45 | 2015年5月8日   | Timeless                                | CD+DVD                    | 初回生産限定盤B盤          | AVCD-83280/B    | 1位  | SUPER Very best                                         |
| 45 | 2015年5月8日   | Timeless                                | CD                        | 通常盤                     | AVCD-83281      | 1位  | SUPER Very best                                         |
| 45 | 2015年5月8日   | Timeless                                | CD                        | V6 20th ANNIVERSARY SHOP盤 | AVC1-83282      | 1位  | SUPER Very best                                         |
| 46 | 2016年6月8日   | Beautiful World                         | CD+DVD                    | 初回生産限定盤A            | AVCD-83582/B    | 1位  | The ONES                                                |
| 46 | 2016年6月8日   | Beautiful World                         | CD+DVD                    | 初回生産限定盤B            | AVCD-83583/B    | 1位  | The ONES                                                |
| 46 | 2016年6月8日   | Beautiful World                         | CD                        | 通常盤                     | AVCD-83584      | 1位  | The ONES                                                |
| 47 | 2017年3月15日  | Can't Get Enough/ハナヒラケ             | CD+DVD                    | 初回生産限定盤A            | AVCD-83812/B    | 2位  | The ONES                                                |
| 47 | 2017年3月15日  | Can't Get Enough/ハナヒラケ             | CD+DVD                    | 初回生産限定盤B            | AVCD-83813/B    | 2位  | The ONES                                                |
| 47 | 2017年3月15日  | Can't Get Enough/ハナヒラケ             | CD                        | 通常盤                     | AVCD-83814      | 2位  | The ONES                                                |
| 47 | 2017年3月15日  | Can't Get Enough/ハナヒラケ             | CD+VR+VRビューア          | セブンネット限定盤         | AVC1-83815      | 2位  | The ONES                                                |
| 48 | 2017年5月3日   | COLORS/太陽と月のこどもたち             | CD+DVD                    | 初回生産限定盤A            | AVCD-83857/B    | 1位  | The ONES                                                |
| 48 | 2017年5月3日   | COLORS/太陽と月のこどもたち             | CD+DVD                    | 初回生産限定盤B            | AVCD-83858/B    | 1位  | The ONES                                                |
| 48 | 2017年5月3日   | COLORS/太陽と月のこどもたち             | CD                        | 通常盤                     | AVCD-83859      | 1位  | The ONES                                                |
| 49 | 2018年5月30日  | Crazy Rays/KEEP GOING                   | CD+DVD                    | 初回盤A                    | AVCD-94059/B    | 2位  | Very6 BEST                                              |
| 49 | 2018年5月30日  | Crazy Rays/KEEP GOING                   | CD+DVD                    | 初回盤B                    | AVCD-94060/B    | 2位  | Very6 BEST                                              |
| 49 | 2018年5月30日  | Crazy Rays/KEEP GOING                   | CD                        | 通常盤                     | AVCD-94061      | 2位  | Very6 BEST                                              |
| 50 | 2019年1月16日  | Super Powers/Right Now                  | CD+DVD                    | 初回盤A                    | AVCD-94269/B    | 1位  | Very6 BEST                                              |
| 50 | 2019年1月16日  | Super Powers/Right Now                  | CD+DVD                    | 初回盤B                    | AVCD-94270/B    | 1位  | Very6 BEST                                              |
| 50 | 2019年1月16日  | Super Powers/Right Now                  | CD                        | 通常盤                     | AVCD-94271      | 1位  | Very6 BEST                                              |
| 51 | 2019年6月5日   | ある日願いが叶ったんだ/All For You      | CD+DVD                    | 初回盤A                    | AVCD-94504/B    | 1位  | Very6 BEST                                              |
| 51 | 2019年6月5日   | ある日願いが叶ったんだ/All For You      | CD+DVD                    | 限定盤B                    | AVCD-94505/B    | 1位  | Very6 BEST                                              |
| 51 | 2019年6月5日   | ある日願いが叶ったんだ/All For You      | CD                        | 通常盤                     | AVCD-94506      | 1位  | Very6 BEST                                              |
| 51 | 2019年6月5日   | ある日願いが叶ったんだ/All For You      | CD+AR Book                | セブンネット限定盤         | AVC1-94507      | 1位  | Very6 BEST                                              |
| 52 | 2020年9月23日  | It's my life/PINEAPPLE                  | CD+DVD                    | 初回盤A                    | AVCD-94919/B    | 1位  | Very6 BEST                                              |
| 52 | 2020年9月23日  | It's my life/PINEAPPLE                  | CD+DVD                    | 初回盤B                    | AVCD-94920/B    | 1位  | Very6 BEST                                              |
| 52 | 2020年9月23日  | It's my life/PINEAPPLE                  | CD                        | 通常盤                     | AVCD-94921      | 1位  | Very6 BEST                                              |
| 53 | 2021年6月2日   | 僕らは まだ/MAGIC CARPET RIDE           | CD+DVD                    | 初回盤A                    | AVCD-61071      | 1位  | Very6 BEST                                              |
| 53 | 2021年6月2日   | 僕らは まだ/MAGIC CARPET RIDE           | CD+DVD                    | 初回盤B                    | AVCD-61072      | 1位  | Very6 BEST                                              |
| 53 | 2021年6月2日   | 僕らは まだ/MAGIC CARPET RIDE           | CD                        | 通常盤                     | AVCD-61073      | 1位  | Very6 BEST                                              |

#### DVDシングル
| ＃ | 発売日        | タイトル | 販売形態 | 販売形態   | 規格品番     | 順位 | 初収録アルバム |
| -- | ------------- | -------- | -------- | ---------- | ------------ | ---- | -------------- |
| 1  | 2008年7月30日 | VIBES    | DVD+CD   | 生産限定盤 | AVBD-91566/B | 1位  | Very6 BEST     |
| 1  | 2008年7月30日 | VIBES    | DVD+CD   | 通常盤     | AVBD-91567/B | 1位  | Very6 BEST     |

### アルバム

#### オリジナル・アルバム
| ＃ | リリース日    | タイトル                                                | 販売形態  | 販売形態         | 規格品番     | 順位 |
| -- | ------------- | ------------------------------------------------------- | --------- | ---------------- | ------------ | ---- |
| 1  | 1996年8月5日  | SINCE 1995 〜 FOREVER                                   | CD        | 初回限定盤       | AVCD-11453   | 1位  |
| 1  | 1996年8月5日  | SINCE 1995 〜 FOREVER                                   | CD        | 通常盤           | AVCD-11453   | 1位  |
| 2  | 1997年8月13日 | NATURE RHYTHM                                           | CD        | 初回限定盤       | AVCD-11576   | 2位  |
| 2  | 1997年8月13日 | NATURE RHYTHM                                           | CD        | 通常盤           | AVCD-11576   | 2位  |
| 3  | 1998年8月5日  | A JACK IN THE BOX                                       | CD        | 初回限定盤       | AVCD-11658   | 2位  |
| 3  | 1998年8月5日  | A JACK IN THE BOX                                       | CD        | 通常盤           | AVCD-11658   | 2位  |
| 4  | 1999年8月18日 | "LUCKY" 20th Century, Coming Century to be continued... | CD        | 初回限定盤       | AVCD-11681   | 1位  |
| 4  | 1999年8月18日 | "LUCKY" 20th Century, Coming Century to be continued... | CD        | 通常盤           | AVCD-11681   | 1位  |
| 5  | 2000年8月9日  | "HAPPY" Coming Century, 20th Century Forever            | CD        | 初回限定盤       | AVCD-11815   | 1位  |
| 5  | 2000年8月9日  | "HAPPY" Coming Century, 20th Century Forever            | CD        | 通常盤           | AVCD-11815   | 1位  |
| 6  | 2001年8月1日  | Volume 6                                                | CD        | 初回限定盤       | AVCD-11958   | 1位  |
| 6  | 2001年8月1日  | Volume 6                                                | CD        | 通常盤           | AVCD-11958   | 1位  |
| 7  | 2002年7月31日 | seVen                                                   | CCCD      | 初回限定盤       | AVCD-17125   | 3位  |
| 7  | 2002年7月31日 | seVen                                                   | CCCD      | 通常盤           | AVCD-17125   | 3位  |
| 8  | 2003年8月6日  | ∞ INFINITY 〜LOVE & LIFE〜                              | CCCD      | 初回盤           | AVCD-17350   | 1位  |
| 8  | 2003年8月6日  | ∞ INFINITY 〜LOVE & LIFE〜                              | CCCD      | 通常盤           | AVCD-17350   | 1位  |
| 9  | 2005年11月1日 | musicmind                                               | CD+DVD    | 初回限定盤A      | AVCD-17816   | 2位  |
| 9  | 2005年11月1日 | musicmind                                               | CD+グッズ | 初回限定盤B      | AVCD-17817   | 2位  |
| 9  | 2005年11月1日 | musicmind                                               | CD        | 永続盤           | AVCD-17818   | 2位  |
| 9  | 2005年11月1日 | musicmind                                               | CD        | イベント用特別盤 | AVC1-17826   | 2位  |
| 10 | 2007年9月12日 | Voyager                                                 | CD+DVD    | 初回限定盤A      | AVCD-23409   | 1位  |
| 10 | 2007年9月12日 | Voyager                                                 | 2CD       | 初回限定盤B      | AVCD-23410   | 1位  |
| 10 | 2007年9月12日 | Voyager                                                 | CD        | 通常盤           | AVCD-23411   | 1位  |
| 11 | 2010年3月31日 | READY?                                                  | CD+DVD    | 初回限定盤A      | AVCD-38089/B | 2位  |
| 11 | 2010年3月31日 | READY?                                                  | 2CD       | 初回限定盤B      | AVCD-38090/B | 2位  |
| 11 | 2010年3月31日 | READY?                                                  | CD        | 通常盤           | AVCD-38091   | 2位  |
| 12 | 2013年2月20日 | Oh! My! Goodness!                                       | CD+DVD    | 初回限定盤A      | AVCD-38720   | 2位  |
| 12 | 2013年2月20日 | Oh! My! Goodness!                                       | CD+DVD    | 初回限定盤B      | AVCD-38721   | 2位  |
| 12 | 2013年2月20日 | Oh! My! Goodness!                                       | CD        | 通常盤           | AVCD-38722   | 2位  |
| 13 | 2017年8月9日  | The ONES                                                | CD+BD     | 初回限定盤A      | AVCD-93724/B | 1位  |
| 13 | 2017年8月9日  | The ONES                                                | CD+DVD    | 初回限定盤A      | AVCD-93723/B | 1位  |
| 13 | 2017年8月9日  | The ONES                                                | CD+DVD    | 初回限定盤B      | AVCD-93725   | 1位  |
| 13 | 2017年8月9日  | The ONES                                                | CD        | 通常盤           | AVCD-93726   | 1位  |
| 14 | 2021年9月4日  | STEP                                                    | CD+DVD    | 初回盤A          | AVCD-96794B  | 1位  |
| 14 | 2021年9月4日  | STEP                                                    | CD+BD     | 初回盤A          | AVCD-96795B  | 1位  |
| 14 | 2021年9月4日  | STEP                                                    | CD+DVD    | 初回盤B          | AVCD-96796B  | 1位  |
| 14 | 2021年9月4日  | STEP                                                    | CD        | 通常盤           | AVCD-96797   | 1位  |

#### ミニ・アルバム
| ＃ | リリース日    | タイトル     | 販売形態 | 販売形態   | 規格品番   | 順位 |
| -- | ------------- | ------------ | -------- | ---------- | ---------- | ---- |
| 1  | 1996年12月2日 | GREETING     | CD       | 生産限定盤 | AVCD-1151  | 1位  |
| 2  | 1998年2月11日 | SUPER HEROES | CD       | 初回限定盤 | AVCD-11625 | 1位  |
| 2  | 1998年2月11日 | SUPER HEROES | CD       | 通常盤     | AVCD-11625 | 1位  |

#### ベスト・アルバム
| ＃ | リリース日     | タイトル        | 販売形態 | 販売形態                          | 規格品番            | 順位 |
| -- | -------------- | --------------- | -------- | --------------------------------- | ------------------- | ---- |
| 1  | 2001年1月1日   | Very best       | 2CD      | 初回限定盤                        | AVCD-11881          | 1位  |
| 1  | 2001年1月1日   | Very best       | 2CD      | 通常盤                            | AVCD-11881          | 1位  |
| 2  | 2006年8月2日   | Very best II    | 2CD      | 限定生産盤A                       | AVCD-23052          | 1位  |
| 2  | 2006年8月2日   | Very best II    | 2CD      | 限定生産盤B                       | AVCD-23053          | 1位  |
| 2  | 2006年8月2日   | Very best II    | 2CD      | 永続盤                            | AVCD-23054          | 1位  |
| 3  | 2015年7月29日  | SUPER Very best | 3CD+DVD  | 初回生産限定盤A                   | AVCD-93181〜3/B     | 1位  |
| 3  | 2015年7月29日  | SUPER Very best | 3CD+DVD  | 初回生産限定盤B                   | AVCD-93184〜6/B     | 1位  |
| 3  | 2015年7月29日  | SUPER Very best | 3CD      | 通常盤                            | AVCD-93187〜9       | 1位  |
| 4  | 2021年10月26日 | Very6 BEST      | 4CD+2DVD | 初回盤A                           | AVCD-96838〜41/B〜C | 1位  |
| 4  | 2021年10月26日 | Very6 BEST      | 4CD+BD   | 初回盤A                           | AVCD-96842〜5/B     | 1位  |
| 4  | 2021年10月26日 | Very6 BEST      | 4CD+2DVD | 初回盤B                           | AVCD-96846〜9/B〜C  | 1位  |
| 4  | 2021年10月26日 | Very6 BEST      | 3CD      | 通常盤                            | AVCD-96850〜2       | 1位  |
| 4  | 2021年10月26日 | Very6 BEST      | 9CD+4DVD | あなたのお名前入りスペシャルBOX盤 | AVC1-96853〜61/B〜E | 1位  |
| 4  | 2021年10月26日 | Very6 BEST      | 9CD+3BD  | あなたのお名前入りスペシャルBOX盤 | AVC1-96862〜70/B〜D | 1位  |

### 映像作品

#### ライブ・ビデオ
| ＃ | リリース日     | タイトル                                                   | 販売形態    | 販売形態             | 規格品番           |
| -- | -------------- | ---------------------------------------------------------- | ----------- | -------------------- | ------------------ |
| 1  | 1996年3月21日  | LIVE FOR THE PEOPLE                                        | VHS         | 通常盤               | AVVD-90025         |
| 1  | 2000年9月27日  | LIVE FOR THE PEOPLE                                        | DVD         | 通常盤               | AVBD-91029         |
| 2  | 1998年6月17日  | SPACE -from V6 Live Tour'98-                               | VHS         | 通常盤               | AVVD-90043         |
| 2  | 2000年9月27日  | SPACE -from V6 Live Tour'98-                               | DVD         | 通常盤               | AVBD-91032         |
| 3  | 2001年3月22日  | VERY HAPPY!!!                                              | 2VHS        | 通常盤               | AVVD-90093〜4      |
| 3  | 2001年3月22日  | VERY HAPPY!!!                                              | 2DVD        | 通常盤               | AVBD-91040〜1      |
| 4  | 2002年10月30日 | LIV6                                                       | VHS         | 通常盤               | AVVD-90150         |
| 4  | 2002年10月30日 | LIV6                                                       | DVD         | 通常盤               | AVBD-91116         |
| 5  | 2004年5月26日  | LOVE&LIFE 〜V6 SUMMER SPECIAL DREAM LIVE 2003〜            | VHS         | 通常盤               | AVVD-90163         |
| 5  | 2004年5月26日  | LOVE&LIFE 〜V6 SUMMER SPECIAL DREAM LIVE 2003〜            | 2DVD        | 通常盤               | AVBD-91194         |
| 5  | 2004年5月26日  | LOVE&LIFE 〜V6 SUMMER SPECIAL DREAM LIVE 2003 VV program〜 | 2DVD        | 通常盤               | AVBD-91192         |
| 5  | 2004年5月26日  | LOVE&LIFE 〜V6 SUMMER SPECIAL DREAM LIVE 2003 V program〜  | 2DVD        | 通常盤               | AVBD-91191         |
| 6  | 2005年3月9日   | Very best LIVE -1995〜2004-                                | DVD         | 通常盤               | AVBD-91313         |
| 7  | 2006年3月1日   | 10th Anniversary CONCERT TOUR 2005 "musicmind"             | 4DVD        | パターンA            | AVBD-91410         |
| 7  | 2006年3月1日   | 10th Anniversary CONCERT TOUR 2005 "musicmind"             | 4DVD        | パターンB            | AVBD-91414         |
| 7  | 2006年3月1日   | 10th Anniversary CONCERT TOUR 2005 "musicmind"             | 2DVD        | 通常盤               | AVBD-91418         |
| 7  | 2021年2月17日  | 10th Anniversary CONCERT TOUR 2005 "musicmind"             | BD          | 通常盤               | AVXD-27995         |
| 8  | 2008年2月13日  | V6 LIVE TOUR 2007 Voyager -僕と僕らのあしたへ-             | 4DVD        | 限定生産盤           | AVBD-91540         |
| 8  | 2008年2月13日  | V6 LIVE TOUR 2007 Voyager -僕と僕らのあしたへ-             | 2DVD        | 通常盤               | AVBD-91544         |
| 8  | 2021年2月17日  | V6 LIVE TOUR 2007 Voyager -僕と僕らのあしたへ-             | BD          | 通常盤               | AVXD-27996         |
| 9  | 2009年1月07日  | V6 LIVE TOUR 2008 VIBES                                    | 4DVD+CD     | 初回限定生産盤       | AVBD-91588         |
| 9  | 2009年1月07日  | V6 LIVE TOUR 2008 VIBES                                    | 2DVD        | 通常盤               | AVBD-91590         |
| 9  | 2021年2月17日  | V6 LIVE TOUR 2008 VIBES                                    | BD          | 通常盤               | AVXD-27997         |
| 10 | 2010年11月01日 | V6 ASIA TOUR 2010 in JAPAN READY?                          | 4DVD        | 初回生産限定READY?盤 | AVBD-91834         |
| 10 | 2010年11月01日 | V6 ASIA TOUR 2010 in JAPAN READY?                          | 4DVD        | 初回生産限定ASIA盤   | AVBD-91836         |
| 10 | 2010年11月01日 | V6 ASIA TOUR 2010 in JAPAN READY?                          | 2DVD        | 通常盤               | AVBD-91838         |
| 10 | 2016年2月17日  | V6 ASIA TOUR 2010 in JAPAN READY?                          | BD          | 通常盤               | AVXD-92331         |
| 11 | 2012年1月18日  | V6 live tour 2011 Sexy.Honey.Bunny!                        | 4DVD        | 初回生産限定WALK盤   | AVBD-91926         |
| 11 | 2012年1月18日  | V6 live tour 2011 Sexy.Honey.Bunny!                        | 4DVD        | 初回生産限定SEXY盤   | AVBD-91928         |
| 11 | 2012年1月18日  | V6 live tour 2011 Sexy.Honey.Bunny!                        | 2DVD        | 通常盤               | AVBD-91930         |
| 11 | 2016年2月17日  | V6 live tour 2011 Sexy.Honey.Bunny!                        | BD          | 通常盤               | AVXD-982332        |
| 12 | 2013年11月27日 | V6 LIVE TOUR 2013 “Oh! My! Goodness!”                      | 4DVD        | 初回生産限定盤A      | AVBD-92042         |
| 12 | 2013年11月27日 | V6 LIVE TOUR 2013 “Oh! My! Goodness!”                      | 4DVD        | 初回生産限定盤B      | AVBD-92044         |
| 12 | 2013年11月27日 | V6 LIVE TOUR 2013 “Oh! My! Goodness!”                      | 2DVD        | 通常盤               | AVBD-92046         |
| 12 | 2016年2月17日  | V6 LIVE TOUR 2013 “Oh! My! Goodness!”                      | BD          | 通常盤               | AVXD-92333         |
| 13 | 2016年2月17日  | V6 LIVE TOUR 2015 -SINCE 1995〜FOREVER-                    | 4DVD        | 初回限定A盤          | AVBD-92323〜4/B〜C |
| 13 | 2016年2月17日  | V6 LIVE TOUR 2015 -SINCE 1995〜FOREVER-                    | 4DVD        | 初回限定B盤          | AVBD-92325〜6/B〜C |
| 13 | 2016年2月17日  | V6 LIVE TOUR 2015 -SINCE 1995〜FOREVER-                    | 2DVD        | 通常盤               | AVBD-92327〜8      |
| 13 | 2016年2月17日  | V6 LIVE TOUR 2015 -SINCE 1995〜FOREVER-                    | 2BD         | 通常盤               | AVXD-92329〜30     |
| 14 | 2018年3月14日  | LIVE TOUR 2017 The ONES                                    | 3DVD        | 初回盤A              | AVBD-92636〜8      |
| 14 | 2018年3月14日  | LIVE TOUR 2017 The ONES                                    | 3DVD        | 初回盤B              | AVBD-92640〜2      |
| 14 | 2018年3月14日  | LIVE TOUR 2017 The ONES                                    | 2DVD        | 通常盤               | AVBD-92648〜9      |
| 14 | 2018年3月14日  | LIVE TOUR 2017 The ONES                                    | 2BD         | 初回盤A              | AVXD-92644〜5      |
| 14 | 2018年3月14日  | LIVE TOUR 2017 The ONES                                    | 2BD         | 初回盤B              | AVXD-92646〜7      |
| 14 | 2018年3月14日  | LIVE TOUR 2017 The ONES                                    | BD          | 通常盤               | AVXD-92650〜1      |
| 15 | 2021年2月17日  | For the 25th anniversary                                   | 3DVD        | 初回盤A              | AVBD-27952〜4      |
| 15 | 2021年2月17日  | For the 25th anniversary                                   | 2BD         | 初回盤A              | AVXD-27960〜1      |
| 15 | 2021年2月17日  | For the 25th anniversary                                   | 3DVD+CD     | 初回盤B              | AVBD-27956〜2      |
| 15 | 2021年2月17日  | For the 25th anniversary                                   | 2BD+CD      | 初回盤B              | AVXD-27962〜3      |
| 15 | 2021年2月17日  | For the 25th anniversary                                   | 2DVD        | 通常盤               | AVBD-27964〜5      |
| 15 | 2021年2月17日  | For the 25th anniversary                                   | 2BD         | 通常盤               | AVXD-27966〜7      |
| 16 | 2022年4月13日  | LIVE TOUR V6 groove                                        | 3DVD        | 初回盤A              | AVBD-27529～31     |
| 16 | 2022年4月13日  | LIVE TOUR V6 groove                                        | 2Blu-ray    | 初回盤A              | AVXD-27532～3      |
| 16 | 2022年4月13日  | LIVE TOUR V6 groove                                        | 2DVD+CD     | 初回盤B              | AVBD-27534～5/B    |
| 16 | 2022年4月13日  | LIVE TOUR V6 groove                                        | 2Blu-ray+CD | 初回盤B              | AVXD-27536～7/B    |
| 16 | 2022年4月13日  | LIVE TOUR V6 groove                                        | 2DVD        | 通常盤               | AVBD-27538～9      |
| 16 | 2022年4月13日  | LIVE TOUR V6 groove                                        | 2Blu-ray    | 通常盤               | AVXD27540～1       |

| ＃ | リリース日     | タイトル                                                                                | 販売形態 | 販売形態       | 規格品番   |
| -- | -------------- | --------------------------------------------------------------------------------------- | -------- | -------------- | ---------- |
| 1  | 2009年10月07日 | 20th Century LIVE TOUR 2009 HONEY HONEY HONEY/We are Coming Century Boys LIVE Tour 2009 | 4DVD     | 初回生産限定盤 | AVBD-91742 |
| 1  | 2009年10月07日 | 20th Century LIVE TOUR 2009 HONEY HONEY HONEY/We are Coming Century Boys LIVE Tour 2009 | 2DVD     | 通常盤         | AVBD-91744 |

#### ビデオ・クリップ集
| ＃ | リリース日    | タイトル                               | 販売形態 | 販売形態 | 規格品番   |
| -- | ------------- | -------------------------------------- | -------- | -------- | ---------- |
| 1  | 1997年3月5日  | Film V6 -CLIPS and more-               | VHS      | 通常盤   | AVVD-90030 |
| 1  | 2000年9月27日 | Film V6 -CLIPS and more-               | DVD      | 通常盤   | AVBD-91030 |
| 2  | 1999年2月10日 | Film V6 act II -CLIPS and more-        | VHS      | 通常盤   | AVVD-90053 |
| 2  | 2000年9月27日 | Film V6 act II -CLIPS and more-        | DVD      | 通常盤   | AVBD-91034 |
| 3  | 2002年1月17日 | Film V6 act III -CLIPS and more-       | VHS      | 通常盤   | AVVD-90139 |
| 3  | 2002年1月17日 | Film V6 act III -CLIPS and more-       | DVD      | 通常盤   | AVBD-91083 |
| 4  | 2005年3月9日  | Film V6 act IV -DANCE CLIPS and more-  | DVD      | 通常盤   | AVBD-91311 |
| 5  | 2005年3月9日  | Film V6 act IV -BALLAD CLIPS and more- | DVD      | 通常盤   | AVBD-91312 |

### ミュージック・ビデオ
「その他」欄において、○は『Film V6 act IV -BALLAD CLIPS and more-』、◎は『Film V6 act IV -DANCE CLIPS and more-』、●は『READY?』初回盤A付属DVD、☆は『Very6 BEST』初回盤A付属DVD/Blu-ray、◇は『Very6 BEST』あなたのお名前入りスペシャルBOX盤初回盤A付属DVD/Blu-rayに収録されていることを表す。
| 年                  | タイトル                                | リンク      | 初収録作品                              | その他 | その他 | その他 |
| ------------------- | --------------------------------------- | ----------- | --------------------------------------- | ------ | ------ | ------ |
| 1995付属DVD/Blu-ray | MUSIC FOR THE PEOPLE                    | [ 動画 1 ]  | Film V6 -CLIPS and more-                |        | ☆      | ◇      |
| 1996                | MADE IN JAPAN                           | [ 動画 2 ]  | Film V6 -CLIPS and more-                |        | ☆      | ◇      |
| 1996                | BEAT YOUR HEART                         | [ 動画 3 ]  | Film V6 -CLIPS and more-                |        |        | ◇      |
| 1996                | TAKE ME HIGHER                          | [ 動画 4 ]  | Film V6 -CLIPS and more-                |        | ☆      | ◇      |
| 1997                | 愛なんだ                                | [ 動画 5 ]  | Film V6 -CLIPS and more-                |        | ☆      | ◇      |
| 1997                | 本気がいっぱい                          | [ 動画 6 ]  | Film V6 actII〜CLIPS and more           |        | ☆      | ◇      |
| 1997                | WAになっておどろう                      | [ 動画 7 ]  | Film V6 actII〜CLIPS and more           |        | ☆      | ◇      |
| 1997                | GENERATION GAP                          | [ 動画 8 ]  | Film V6 actII〜CLIPS and more           |        |        | ◇      |
| 1998                | Be Yourself!                            | [ 動画 9 ]  | Film V6 actII〜CLIPS and more           |        |        | ◇      |
| 1998                | 翼になれ                                | [ 動画 10 ] | Film V6 actII〜CLIPS and more           |        |        | ◇      |
| 1998                | over                                    | [ 動画 11 ] | Film V6 actII〜CLIPS and more           |        | ☆      | ◇      |
| 1999                | Believe Your Smile                      | [ 動画 12 ] | Film V6 act III-CLIPS and more-         |        | ☆      | ◇      |
| 1999                | 自由であるために                        | [ 動画 13 ] | Film V6 act III-CLIPS and more-         |        |        | ◇      |
| 1999                | 太陽のあたる場所                        | [ 動画 14 ] | Film V6 act III-CLIPS and more-         |        | ☆      | ◇      |
| 2000                | 野性の花                                | [ 動画 15 ] | Film V6 act III-CLIPS and more-         |        | ☆      | ◇      |
| 2000                | IN THE WIND                             | [ 動画 16 ] | Film V6 act III-CLIPS and more-         |        |        | ◇      |
| 2000                | CHANGE THE WORLD                        | [ 動画 17 ] | Film V6 act III-CLIPS and more-         |        | ☆      | ◇      |
| 2001                | 愛のMelody                              | [ 動画 18 ] | Film V6 act III-CLIPS and more-         |        | ☆      | ◇      |
| 2001                | キセキのはじまり                        | [ 動画 19 ] | Film V6 act III-CLIPS and more-         |        |        | ◇      |
| 2001                | 出せない手紙                            | [ 動画 20 ] | Film V6 act III-CLIPS and more-         |        |        | ◇      |
| 2002                | Feel your breeze                        | [ 動画 21 ] | Film V6 act IV -DANCE CLIPS and more-   | ◎      | ☆      | ◇      |
| 2002                | one（V6 feat.Shoo[S.E.S.]）             |             |                                         |        |        |        |
| 2003                | メジルシの記憶                          | [ 動画 22 ] | Film V6 act IV -BALLAD CLIPS and more-  | 〇     |        | ◇      |
| 2003                | Darling                                 | [ 動画 23 ] | Film V6 act IV -DANCE CLIPS and more-   | ◎      | ☆      | ◇      |
| 2003                | 強くなれ                                | [ 動画 24 ] | Film V6 act IV -DANCE CLIPS and more-   | ◎      |        | ◇      |
| 2003                | COSMIC RESCUE                           | [ 動画 25 ] | Film V6 act IV -DANCE CLIPS and more-   | ◎      |        | ◇      |
| 2003                | Hard Luck Hero                          |             |                                         |        |        |        |
| 2004                | ありがとうのうた                        | [ 動画 26 ] | ありがとうのうた                        | 〇     |        | ◇      |
| 2004                | サンダーバード-your voice-              | [ 動画 27 ] | Film V6 act IV -DANCE CLIPS and more-   | ◎      |        | ◇      |
| 2005                | 晴れ過ぎた空                            |             | Film V6 act IV -BALLAD CLIPS and more-  | 〇     |        | ◇      |
| 2005                | UTAO-UTAO                               | [ 動画 28 ] |                                         |        | ☆      | ◇      |
| 2005                | Orange                                  | [ 動画 29 ] |                                         |        |        | ◇      |
| 2006                | グッデイ!!                              | [ 動画 30 ] | グッデイ!!                              |        | ☆      | ◇      |
| 2007                | 僕と僕らのあした                        | [ 動画 31 ] | HONEY BEAT/僕と僕らのあした             |        |        | ◇      |
| 2007                | HONEY BEAT                              | [ 動画 32 ] |                                         |        | ☆      | ◇      |
| 2007                | ジャスミン                              | [ 動画 33 ] |                                         |        |        | ◇      |
| 2007                | （20th Century Ver.）                   |             | ジャスミン/Rainbow                      |        |        | ◇      |
| 2007                | （Coming Century Ver.）                 |             | ジャスミン/Rainbow                      |        |        | ◇      |
| 2007                | Voyager〜ボイジャー〜                   |             | Voyager                                 |        |        | ◇      |
| 2007                | way of life                             | [ 動画 34 ] | way of life                             | ●      | ☆      | ◇      |
| 2008                | 蝶                                      | [ 動画 35 ] |                                         | ●      |        | ◇      |
| 2008                | （Extra Dance Version）                 |             | 蝶                                      |        |        |        |
| 2008                | 常夏VIBRATION                           |             | VIBES                                   |        |        | ◇      |
| 2008                | （Favorite Choice Clip）                |             | VIBES                                   |        |        |        |
| 2008                | Swing!                                  | [ 動画 36 ] | LIGHT IN YOUR HEART/Swing!              | ●      |        | ◇      |
| 2008                | LIGHT IN YOUR HEART                     | [ 動画 37 ] | LIGHT IN YOUR HEART/Swing!              | ●      |        | ◇      |
| 2009                | スピリット                              | [ 動画 38 ] | スピリット                              | ●      |        | ◇      |
| 2009                | GUILTY                                  | [ 動画 39 ] | GUILTY                                  | ●      |        | ◇      |
| 2010                | 星が降る夜でも                          |             | READY?                                  | ●      |        | ♢      |
| 2010                | only dreaming                           | [ 動画 40 ] | Only dreaming/Catch                     |        |        | ◇      |
| 2011                | Sexy.Honey.Bunny!                       | [ 動画 41 ] | Sexy.Honey.Bunny!/タカラノイシ          |        | ☆      | ◇      |
| 2011                | タカラノイシ                            |             | Sexy.Honey.Bunny!/タカラノイシ          |        |        |        |
| 2012                | バリバリBUDDY!                          | [ 動画 42 ] | バリバリBUDDY!                          |        |        | ◇      |
| 2012                | kEEP oN.                                | [ 動画 43 ] | kEEP oN.                                |        |        | ◇      |
| 2012                | ROCK YOUR SOUL                          | [ 動画 44 ] | ROCK YOUR SOUL                          |        |        | ◇      |
| 2012                | （マルチアングルVer.）                  |             | ROCK YOUR SOUL                          |        |        |        |
| 2013                | Supernova                               | [ 動画 45 ] | Oh! My! Goodness!                       |        |        | ◇      |
| 2013                | 大人Guyz                                | [ 動画 46 ] | Oh! My! Goodness!                       |        |        | ◇      |
| 2013                | 君が思い出す僕は 君を愛しているだろうか | [ 動画 47 ] | 君が思い出す僕は 君を愛しているだろうか |        |        | ◇      |
| 2014                | 涙のアトが消える頃                      | [ 動画 48 ] | 涙のアトが消える頃                      |        |        | ◇      |
| 2014                | Sky's The Limit                         | [ 動画 49 ] | Sky's The Limit                         |        | ☆      | ◇      |
| 2014                | （Dance Video）                         |             | Sky's The Limit                         |        |        |        |
| 2015                | Timeless                                | [ 動画 50 ] | Timeless                                |        | ☆      | ◇      |
| 2015                | SPOT LIGHT                              | [ 動画 51 ] | Timeless                                |        |        | ◇      |
| 2015                | 〜此処から〜                            |             | SUPER Very best                         |        |        | ◇      |
| 2015                | Wait for you                            | [ 動画 52 ] | SUPER Very best                         |        |        | ◇      |
| 2016                | Beautiful World                         | [ 動画 53 ] | Beautiful World                         |        | ☆      | ◇      |
| 2016                | （Choreographed Video）                 |             | Beautiful World                         |        |        |        |
| 2016                | by your side                            | [ 動画 54 ] | Beautiful World                         |        |        | ◇      |
| 2017                | Can't Get Enough                        | [ 動画 55 ] | Can't Get Enough/ハナヒラケ             |        | ☆      | ◇      |
| 2017                | ハナヒラケ                              | [ 動画 56 ] | Can't Get Enough/ハナヒラケ             |        |        | ◇      |
| 2017                | COLORS                                  | [ 動画 57 ] | COLORS/太陽と月のこどもたち             |        |        | ◇      |
| 2017                | 太陽と月のこどもたち                    | [ 動画 58 ] | COLORS/太陽と月のこどもたち             |        |        | ◇      |
| 2017                | never                                   | [ 動画 59 ] | The ONES                                |        |        | ◇      |
| 2017                | 刹那的 Night                            | [ 動画 60 ] | The ONES                                |        |        | ◇      |
| 2017                | SOUZO                                   | [ 動画 61 ] | The ONES                                |        |        | ◇      |
| 2017                | Cloudy sky                              | [ 動画 62 ] | The ONES                                |        |        | ◇      |
| 2017                | DOMINO                                  | [ 動画 63 ] | The ONES                                |        |        | ◇      |
| 2017                | Round & Round                           | [ 動画 64 ] | The ONES                                |        |        | ◇      |
| 2017                | Remember your love                      | [ 動画 65 ] | The ONES                                |        |        | ◇      |
| 2017                | Answer                                  | [ 動画 66 ] | The ONES                                |        |        | ◇      |
| 2017                | ボク・空・キミ                          | [ 動画 67 ] | The ONES                                |        |        | ◇      |
| 2017                | レッツゴー6匹                           | [ 動画 68 ] | The ONES                                |        |        | ◇      |
| 2017                | The One                                 | [ 動画 69 ] | The ONES                                |        |        | ◇      |
| 2018                | KEEP GOING                              | [ 動画 70 ] | Crazy Rays/KEEP GOING                   |        |        | ◇      |
| 2018                | （Dance Video）                         |             | Crazy Rays/KEEP GOING                   |        |        |        |
| 2018                | Crazy Rays                              | [ 動画 71 ] | Crazy Rays/KEEP GOING                   |        | ☆      | ◇      |
| 2019                | Super Powers                            | [ 動画 72 ] | Super Powers/Right Now                  |        | ☆      | ◇      |
| 2019                | Right Now                               | [ 動画 73 ] | Super Powers/Right Now                  |        | ☆      | ◇      |
| 2019                | ある日願いが叶ったんだ                  | [ 動画 74 ] | ある日願いが叶ったんだ/All For You      |        | ☆      | ◇      |
| 2019                | All For You                             | [ 動画 75 ] | ある日願いが叶ったんだ/All For You      |        | ☆      | ◇      |
| 2020                | It's my life                            | [ 動画 76 ] | It's my life/PINEAPPLE                  |        | ☆      | ◇      |
| 2020                | （Dance Video）                         |             | It's my life/PINEAPPLE                  |        |        |        |
| 2020                | （Lip Sync Video）                      | [ 動画 77 ] |                                         |        |        |        |
| 2020                | PINEAPPLE                               | [ 動画 78 ] | It's my life/PINEAPPLE                  |        | ☆      | ◇      |
| 2021                | 僕らは まだ                             | [ 動画 79 ] | 僕らは まだ/MAGIC CARPET RIDE           |        | ☆      | ◇      |
| 2021                | 雨                                      | [ 動画 80 ] | STEP                                    |        |        |        |
| 2021                | Full Circle                             | [ 動画 81 ] | Very6 BEST                              |        | ☆      | ◇      |

### CD未収録曲
JASRAC公式サイトの「作品データベース検索サービス」において、アーティスト名に「V6」を含む楽曲の検索結果をもとに記述（詞がある楽曲のみ）。
| タイトル  | 作詞   | 作曲       | JASRAC 作品コード | 名義 | 収録作品                                        | 備考 |
| --------- | ------ | ---------- | ----------------- | ---- | ----------------------------------------------- | ---- |
| LOVE&LIFE | 三宅健 | 井ノ原快彦 | 116-6151-8        | V6   | LOVE&LIFE 〜V6 SUMMER SPECIAL DREAM LIVE 2003〜 |      |

### 参加作品
6V（ロクボルト）
- 6V 電撃ビリビリRemix（2000年12月） - 詳細は ジャニーズ関連企画ユニット を参照

REVOLUTIONS
- SP "Break The Wall" feat.V6 & ☆Taku Takahashi(2011年3月)[注 13]

## タイアップ
| 楽曲                                        | タイアップ |
| ------------------------------------------- | --- |
| MUSIC FOR THE PEOPLE                        | フジテレビ『バレーボールワールドカップ1995』イメージソング フジテレビ『第26回春の高校バレー』イメージソング フジテレビドラマ『Vの炎』オープニングテーマ |
| MADE IN JAPAN                               | フジテレビ『第27回春の高校バレー』イメージソング |
| BEAT YOUR HEART                             | フジテレビ『アトランタオリンピック女子バレー最終予選』イメージソング                                                                                    |
| TAKE ME HIGHER                              | MBSテレビ番組『ウルトラマンティガ』主題歌 |
| MIRACLE STARTER〜未来でスノウ・フレークス〜 | CM：円谷プロ |
| 本気がいっぱい                              | CM：ケンタッキー・フライドチキン「ドラムキッズ」 |
| GENERATION GAP                              | TBS『学校へ行こう!』テーマソング |
| Can do! Can go!                             | ゼネラル・エンタテイメント「プロジェクトV6」オープニングテーマ                                                                                          |
| Be Yourself!                                | CM：進研ゼミ「中学講座」「高校講座」 フジテレビ『第29回春の高校バレー』イメージソング                                                                   |
| 翼になれ                                    | TBS『学校へ行こう!』テーマソング |
| over                                        | TBSドラマ『PU-PU-PU-』主題歌 |
| EASY SHOW TIME                              | TBS『学校へ行こう!』テーマソング |
| Believe Your Smile                          | テレビ朝日ドラマ『あぶない放課後』主題歌 テレビ東京『有吉ぃぃeeeee!そうだ!今からお前んチでゲームしない?』2021年11月度エンディングテーマ                 |
| 自由であるために                            | TBS『学校へ行こう!』テーマソング |
| 太陽のあたる場所                            | 日本テレビドラマ『新・俺たちの旅Ver.1999』主題歌 CM：関西セルラー電話                                                                                   |
| 野性の花                                    | テレビ朝日ドラマ『月下の棋士』主題歌 CM：関西セルラー電話                                                                                               |
| Life goes on                                | TBS『学校へ行こう!』テーマソング |
| MY DAYS                                     | フジテレビ『V6の素』テーマソング フジテレビ『マッハブイロク』テーマソング                                                                               |
| Don't Stop The Refrain                      | フジテレビ『マッハブイロク』テーマソング |
| 翼の設計図                                  | TBS『学校へ行こう!』テーマソング |
| CHANGE THE WORLD                            | 日本テレビアニメ『犬夜叉』オープニングテーマ |
| 上弦の月                                    | フジテレビ『お笑いV6病棟!』テーマソング |
| 愛のMelody                                  | TBS『学校へ行こう!』テーマソング |
| Remember                                    | TBS『学校へ行こう!』挿入歌 |
| キセキのはじまり                            | フジテレビ『VivaVivaV6』テーマソング |
| Hello                                       | TBS『学校へ行こう!』テーマソング |
| 出せない手紙                                | TBSドラマ『ネバーランド』主題歌 |
| 風を受けて〜Keep U goin'〜                  | TBSドラマ『ネバーランド』挿入歌 |
| Feel your breeze（G・S・N mix）             | 日本テレビドラマ『ごくせん』主題歌 |
| BLOW UP THE DARK                            | 日本テレビ『BOON!』テーマソング |
| A・SA・YA・KE                               | フジテレビ『VivaVivaV6 東京Vシュラン』テーマソング フジテレビ：お台場どっと混む!テーマソング                                                            |
| GOOD ENOUGH                                 | TBS『学校へ行こう!』テーマソング |
| メジルシの記憶                              | 2003年・有線ブロードネットワークス・CANシステム共同推薦曲                                                                                               |
| Darling                                     | TBSドラマ『きみはペット』主題歌 映画『Hard Luck Hero』挿入歌                                                                                            |
| COSMIC RESCUE                               | 映画『COSMIC RESCUE』主題歌 TBS『学校へ行こう!』テーマソング                                                                                            |
| 強くなれ                                    | TBS『学校へ行こう!』テーマソング PS2専用ソフト『魔界転生』イメージソング 映画『Hard Luck Hero』挿入歌                                                   |
| 特別な夜は平凡な夜の次に来る                | TBS『ラブセン!』テーマソング |
| Gravity Graffiti                            | 日本テレビ『MOBI』テーマソング |
| キミヘノコトバ                              | フジテレビ『VivaVivaV6 東京Vシュラン』テーマソング |
| I'm yours                                   | TBS『ラブセン!』テーマソング |
| ラヴ・シエスタ                              | フジテレビ『VivaVivaV6 東京Vシュラン』テーマソング |
| やっぱ、シンプル。                          | TBS『学校へ行こう!』テーマソング |
| Hard Luck Hero                              | 映画『Hard Luck Hero』主題歌 TBS『学校へ行こう!』テーマソング                                                                                           |
| ありがとうのうた                            | CM：河合塾「大学受験科」 TBS『学校へ行こう!』テーマソング                                                                                               |
| サンダーバード-your voice-                  | 映画『サンダーバード』日本語吹き替え版主題歌 富山サンダーバーズテーマソング                                                                             |
| Brand-New World                             | 日本テレビアニメ『犬夜叉』エンディングテーマ |
| UTAO-UTAO                                   | TBSドラマ『タイガー&ドラゴン』主題歌 TBS『学校へ行こう!MAX』テーマソング                                                                                |
| 晴れ過ぎた空                                | フジテレビ『VivaVivaV6 東京Vシュラン2』テーマソング |
| Drivin'                                     | 日本テレビ『MOBI』テーマソング |
| Orange                                      | 映画『ホールドアップダウン』主題歌 |
| Like it!                                    | TBS『ラブセン!』テーマソング |
| それぞれの空                                | フジテレビ『VivaVivaV6 東京Vシュラン2』テーマソング |
| Wonder World                                | TBS『学校へ行こう!MAX』テーマソング |
| グッデイ!!                                  | テレビ朝日ドラマ『警視庁捜査一課9係』主題歌 |
| Train                                       | TBS『学校へ行こう!MAX』テーマソング |
| タイムカプセル                              | フジテレビ『VivaVivaV6 東京Vシュラン2』テーマソング |
| HONEY BEAT                                  | CM：早稲田アカデミー |
| 僕と僕らのあした                            | TBS『学校へ行こう!MAX』テーマソング |
| 愛をコメテ                                  | フジテレビ『VivaVivaV6 東京Vシュラン2』テーマソング |
| ジャスミン                                  | テレビ朝日ドラマ『警視庁捜査一課9係シーズン2』主題歌 TBS『学校へ行こう!MAX』テーマソング                                                                |
| Rainbow                                     | CM：早稲田アカデミー フジテレビ『VivaVivaV6 東京Vシュラン2』テーマソング                                                                                |
| Voyager 〜ボイジャー〜                      | TBS『学校へ行こう!MAX』テーマソング |
| way of life                                 | フジテレビドラマ『SP 警視庁警備部警護課第四係』主題歌 TBS『学校へ行こう!MAX』テーマソング                                                               |
| リスク                                      | フジテレビ『VivaVivaV6 東京Vシュラン2』テーマソング |
| 蝶                                          | テレビ朝日ドラマ『警視庁捜査一課9係シーズン3』主題歌 |
| 常夏VIBRATION                               | TBS『学校へ行こう!MAX』テーマソング |
| LIGHT IN YOUR HEART                         | 映画『大決戦!超ウルトラ8兄弟』主題歌 |
| Swing!                                      | フジテレビ『VivaVivaV6 東京Vシュラン2』テーマソング |
| Believe                                     | TBS『学校へ行こう!MAX』テーマソング |
| スピリット                                  | CM：早稲田アカデミー フジテレビ『VivaVivaV6 東京Vシュラン2』テーマソング                                                                                |
| CHANCE!                                     | TBS『新知識階級 クマグス』エンディングテーマ |
| GUILTY                                      | テレビ朝日ドラマ『新・警視庁捜査一課9係』主題歌 |
| 星が降る夜でも                              | フジテレビ『VivaVivaV6 東京Vシュラン2』テーマソング |
| will                                        | TBS『新知識階級 クマグス』エンディングテーマ |
| RADIO MAGIC                                 | フジテレビ『VivaVivaV6 東京Vシュラン2』テーマソング |
| only dreaming                               | テレビ朝日ドラマ『新・警視庁捜査一課9係シーズン2』主題歌                                                                                                |
| Catch                                       | CM：早稲田アカデミー TBS『新知識階級 クマグス』エンディングテーマ                                                                                       |
| Sexy.Honey.Bunny!                           | テレビ朝日ドラマ『新・警視庁捜査一課9係シーズン3』主題歌                                                                                                |
| タカラノイシ                                | CM：早稲田アカデミー |
| Mission of Love                             | TBS『ミッションV6』テーマソング |
| バリバリBUDDY!                              | CM：エバラ「黄金の味」 |
| POISON PEACH                                | TBS『男のヘンサーチ!!』エンディングテーマ |
| kEEP oN.                                    | テレビ朝日ドラマ『警視庁捜査一課9係Season7』主題歌 |
| ROCK YOUR SOUL                              | ゲーム『真・北斗無双』イメージソング |
| ミュージック・ライフ                        | TBS『ガチャガチャV6』エンディングテーマ |
| 君が思い出す僕は 君を愛しているだろうか     | テレビ朝日ドラマ『警視庁捜査一課9係Season8』主題歌 |
| FLASH BACK                                  | TBS『ガチャガチャV6』エンディングテーマ |
| 涙のアトが消える頃                          | テレビ朝日ドラマ『警視庁捜査一課9係Season9』主題歌 |
| BEAT OF LIFE                                | TBS『アメージパング!』エンディングテーマ |
| Sky's The Limit                             | フジテレビドラマ『ほっとけない魔女たち』主題歌 |
| BREAK OUT                                   | テレビ東京アニメ『FAIRY TAIL』オープニングテーマ |
| Timeless                                    | テレビ朝日ドラマ『警視庁捜査一課9係Season10』主題歌 |
| Beautiful World                             | テレビ朝日ドラマ『警視庁捜査一課9係Season11』主題歌 CM：プリンスホテル「夏プリ2016」                                                                    |
| by your side                                | CM：GREE「ラブセン〜V6と秘密の恋〜」 TBS『アメージパング!』エンディングテーマ                                                                           |
| ハナヒラケ                                  | CM：ハウス食品「とんがりコーン」 |
| 足跡                                        | CM：プリンスホテル「冬プリ」 |
| Can't Get Enough                            | セブンネット キャンペーンソング |
| 太陽と月のこどもたち                        | NHK『みんなのうた』2017年4-5月度オンエア楽曲 |
| COLORS                                      | テレビ朝日系ドラマ『警視庁捜査一課9係Season12』主題歌 CM：プリンスホテル「夏プリ」                                                                      |
| Answer                                      | WOWOWスペインサッカー 17-18シーズン前半戦イメージソング CM：WOWOW                                                                                       |
| レッツゴー6匹                               | TBS『アメージパング!』エンディングテーマ |
| KEEP GOING                                  | WOWOWスペインサッカー 17-18シーズン後半戦イメージソング                                                                                                 |
| Crazy Rays                                  | テレビ朝日ドラマ『特捜9』主題歌 |
| Super Powers                                | フジテレビアニメ『ONE PIECE』オープニングテーマ |
| Right Now                                   | CM：セブンアイ「ネットショッピング」 |
| ある日願いが叶ったんだ                      | テレビ朝日ドラマ『特捜9 season2』主題歌 |
| All For You                                 | CM：セブンアイ「ネットショッピング」 |
| It's my life                                | テレビ朝日ドラマ『特捜9 season3』主題歌 |
| 僕らは まだ                                 | テレビ朝日ドラマ『特捜9 season4』主題歌 |
| 素敵な夜                                    | NHK『みんなのうた』2021年8 - 9月度オンエア楽曲 |
| blue                                        | CM：ソフトバンク「5G LAB」 |
| トビラ                                      | TBS『アメージパング!』エンディングテーマ |
| 愛なんだ                                    | 森永製菓『ピノ』CMソング |

| 楽曲                   | タイアップ                                                                          |
| ---------------------- | ----------------------------------------------------------------------------------- |
| one "Japanese version" | フジテレビ『VivaVivaV6』エンディングテーマ 日韓合作舞台劇『東亜悲恋』イメージソング |

| 楽曲       | タイアップ                      |
| ---------- | ------------------------------- |
| Over Drive | 日本テレビ『BOON!』テーマソング |

## コンサート
V6のコンサートやイベント会場として、国立代々木競技場での使用が多かった為、ファンの間では『V6の聖地』と呼ばれている。なお、第一体育館での公演回数は、歴代1位となる102回（無観客公演も含む）。

### 1995年 - 2000年
| 年              | 種別                 | タイトル                                                                      | 詳細 |
| --------------- | -------------------- | ----------------------------------------------------------------------------- | --- |
| 1995年          | イベント             | SING FOR THE PEOPLE                                                           | - 11月1日 - 1か所1日間2公演 - 国立代々木競技場特設ステージ（東京） デビューイベント。 |
| 1995年          | ツアー               | X'mas For The People                                                          | - 12月22日 - 1か所1日間1公演 - 大阪城ホール ファーストライブの大阪公演。次の東京公演と合わせてのツアーだが、クリスマスにちなんだ公演タイトルとなっている。 |
| 1996年          | ツアー               | New Year For The People                                                       | - 1月27日 - 1月28日 - 1か所2日間3公演 - 代々木ホワイトシアター（東京） ファーストライブの東京公演。先の大阪公演と合わせてのツアーだが、新年にちなんだ公演タイトルとなっている。 |
| 1996年          | ツアー               | V6 Tour in Japan                                                              | - 3月19日 - 5月5日 - 6か所6日間?公演 - 北海道厚生年金会館、仙台サンプラザ、横浜アリーナ、名古屋レインボーホール、大阪城ホール、福岡サンパレス V6初の全国ツアー。 |
| 1996年          | イベント             | 「BEAT YOUR HEART」発売イベント「V6 VICTORY SQUARE」                          | - 5月29日 - 1か所 - 兵庫県西宮スタジアム - 「BEAT YOUR HEART」の発売日と同日。 |
| 1996年          | ツアー               | V6 SINCE 1995 V concert'96                                                    | - 7月23日 - 8月29日 - 7か所7日間20公演 - 大阪城ホール、新潟県民会館、広島郵便貯金ホール、福岡サンパレス、仙台サンプラザ、名古屋レインボーホール、横浜アリーナ 夏の全国ツアー。 |
| 1996年 - 1997年 | ツアー               | 96-97 WINTER CONCERT 「HAPPY GREETING」                                       | - 12月25日 - 1月12日 - 3か所3日間?公演 - 横浜アリーナ、名古屋レインボーホール、大阪城ホール |
| 1996年          | イベント             | V6 COUNT DOWN '97                                                             | - 12月31日 - 1か所1公演 - 神戸ワールド記念ホール 阪神・淡路大震災の災害復興チャリティーイベントとして、グループ単独で行われたカウントダウン・コンサート。コンサート開催に際し、メンバーの衣装250点をチャリティーオークションし、収益金全額を神戸市教育委員会に寄付した。後に行われたJ-FRIENDSのカウントダウンコンサートへの布石となったコンサートである。 |
| 1997年          | ツアー               | '97 SPRING CONCERT 春一番 V6                                                  | - 3月27日 - 5月4日 - 6か所12日間30公演（追加16公演含む） - 仙台サンプラザ、横浜アリーナ、名古屋レインボーホール、大阪城ホール、広島厚生年金会館、福岡国際センター 5月4日の福岡公演は、当初会場が福岡サンパレスで日程も違う日であったが、申込多数により、日程・会場を変更し行なわれた。 コンサートイベントでの動員数が150万人を突破。 |
| 1997年          | ツアー               | WAになっておどろう                                                            | - 7月28日 - 8月31日 - 5か所6日間15公演（追加3公演含む） - 真駒内アイスアリーナ、横浜アリーナ、名古屋レインボーホール、大阪城ホール、福岡国際センター |
| 1997年          | イベント             | ジャニーズ カウントダウン・コンサート                                         | - 12月31日 - 1か所1公演 - 東京宝塚劇場 KinKi Kidsと共に出演。このイベントで初めて、J-FRIENDSとして舞台に立つ。 |
| 1998年          | ツアー               | GENERATION GAP                                                                | - 1月2日 - 1月15日 - 3か所11日間?公演 - 東京宝塚劇場、名古屋レインボーホール、大阪城ホール 東京公演は、名古屋・大阪公演とは違う内容で行なわれた。1月15日の東京公演では、大雪であったが実施。また同日の朝、「ジャニーズ祭り in 東京宝塚劇場 ファイナルステージ」のチケット購入抽選会が、会場近くの日比谷野外大音楽堂にて行なわれたため、抽選会開始前にメンバー全員が抽選会場に挨拶に来た。 |
| 1998年          | ツアー               | ジャニーズ祭り in 東京宝塚劇場 ファイナルステージ                             | - 1月18日 - 1か所2公演 - 東京宝塚劇場 宝塚劇場で行なわれた公演の最終日に、ジャニーズ事務所のタレントが多数出演して行なわれたイベント。 |
| 1998年          | イベント             | Be Yourself On White Day                                                      | - 3月14日 - 有明レインボープリズムスクエア - シングル「Be Yourself!」発売イベント |
| 1998年          | コンサート           | GENERATION GAP                                                                | - 5月1日 - 5月5日 - 1か所4日間8公演（追加1公演含む） - 横浜アリーナ 冬に名古屋、大阪で行なわれた公演と同じ内容を、追加公演として横浜で開催。 |
| 1998年          | ツアー               | '98 JOHNNY'S SUMMER CONCERT TOUR                                              | - 7月28日 - 8月30日 - 3か所5日間9公演 - 横浜アリーナ、名古屋レインボーホール、大阪城ホール |
| 1998年          | イベント             | V6 PRIVATE PARTY                                                              | - 11月28日 - 12月20日 - 8か所5日間?公演 - Zepp Sapporo（岡田）、仙台サンプラザ（三宅）、NHKホール（Coming Century）、石川県産業展示館1号館（森田）、愛知厚生年金会館（坂本）、大阪厚生年金会館（20th Century）、広島アステールプラザ（長野）、福岡スカラエスパシオ（井ノ原） シングル「over/EASY SHOW TIME」の初回購入特典の応募券を送ると抽選で招待されたイベント。それぞれの会場にはメンバーの誰かが来ることになっており、公演当日に本人の登場によって初めて知らされた（会場名の後に、どのメンバーが来場したかを記載）。 |
| 1998年 - 1999年 | ツアー               | '98〜'99 Johnny's WINTER CONCERT TOUR                                         | - 12月25日 - 1月7日 - 2か所8日間11公演（追加1公演含む） - 横浜アリーナ、大阪城ホール 1998年に横浜ベイスターズが日本一になったことを記念し、「横浜」で「（V）6公演」を予定していたが、追加公演が決まったため結局7公演行なった。 |
| 1998年          | イベント             | J-FRIENDS カウントダウンコンサート 「Asia Biggest Countdown in Dome」         | - 12月31日 - 1か所1公演 - 東京ドーム J-FRIENDSとしてのコンサート。この公演から、東京ドームでのカウントダウンコンサートが恒例となる。 |
| 1999年          | ツアー               | Johnny's SUMMER CONCERT '99 「V6」                                            | - 8月9日 - 8月26日 - 3か所6日間12公演 - 横浜アリーナ、名古屋レインボーホール、大阪城ホール |
| 1999年          | コンサート＋イベント | 学校へ行こう! PRESENTS V6 SUMMER CONCERT '99「さよなら夏休み!!学校へ行こう!」 | - 8月31日 - 1か所2公演 - 横浜アリーナ 自身が出演していたテレビ番組『学校へ行こう!』の番組収録も兼ねて行なわれた。 |
| 1999年          | イベント             | J-FRIENDS MILLENNIUM in TOKYO DOME                                            | - 12月31日 - 1か所1公演 - 東京ドーム |
| 2000年          | ツアー               | WINTER CONCERT TOUR「MILLENNIUM GREETING」                                    | - 1月3日 - 1月10日 - 2か所7日間12公演 - 横浜アリーナ、大阪城ホール 1月8日の公演で、森田がコンサート途中でステージより落下。背中から腰を打って退場した。 |
| 2000年          | ツアー               | V6 SUMMER CONCERT 2000「"HAPPY" Coming Century, 20th Century forever」        | - 8月25日 - 9月10日 - 2か所4日間7公演 - さいたまスーパーアリーナ、大阪城ホール V6としては、2か所のみで公演を実施、さいたまスーパーアリーナ公演ではこけら落とし公演（V6がコンサートとしては初めて使用）を行った。 |
| 2000年          | イベント             | J-FRIENDS COUNTDOWN FROM TOKYO                                                | - 12月31日 - 1か所1公演 - 東京ドーム |

### 2001年 - 2005年
| 年     | 種別               | タイトル                                                                 | 詳細 |
| ------ | ------------------ | ------------------------------------------------------------------------ | --- |
| 2001年 | ツアー             | V6 winter concert 2001 "Very best"                                       | - 1月2日 - 1月8日 - 2か所6日間10公演 - 横浜アリーナ、大阪城ホール |
| 2001年 | 海外ツアー         | V6 2001 台北演唱會 V6 CONCERT 2001 IN TAIPEI                             | - 2月9日 - 2月11日 - 1か所3日間3公演 - 南港101（台湾） 日本人アーティスト初の台湾3日間連続公演。またV6として台北での初公演。 |
| 2001年 | ツアー             | V6 SUMMER TOUR 2001 Volume 6                                             | - 7月24日 - 8月28日 - 6か所15日間24公演（追加3公演含む） - 真駒内屋外競技場、シェルコム仙台、国立代々木競技場 第一体育館、名古屋レインボーホール、大阪城ホール、マリンメッセ福岡 「コンサートは、6人だけで行いたい」とのメンバーの意向により、このツアー以降は、ジャニーズJr.の出演は行われていない（一部ゲスト出演はあり）。8月22日の東京公演が、台風の影響により8月28日に延期となった。 |
| 2001年 | イベント           | Vivaメントレ兄弟presents J-FRIENDS COUNTDOWN in TOKYO DOME               | - 12月31日 - 1か所1公演 - 東京ドーム |
| 2002年 | イベント           | 韓国"ドリームコンサート2002"                                             | - 4月20日 - 1か所1公演 - ソウル チャムシル・オリンピックスタジアム - 外国人アーティスト初出演 |
| 2002年 | ツアー             | V6 ARENA TOUR 2002「Feel your breeze "one" summer」                      | - 7月30日 - 9月1日 - 6か所17日間25公演 - 真駒内屋外競技場、シェルコム仙台、国立代々木競技場 第一体育館、名古屋レインボーホール、大阪城ホール、マリンメッセ福岡 |
| 2002年 | 海外ツアー         | V6 ASIA TOUR 2002 Feel Your breeze HK                                    | - 11月2日 - 11月3日 - 1か所2日間2公演 - 香港会議展覧中心 - 日中国交正常化三十周年記念事業 |
| 2002年 | 海外ツアー         | V6 ASIA TOUR 2002 Feel Your breeze TW                                    | - 11月15日 - 11月17日 - 1か所3日間3公演 - 南港101（台湾） |
| 2002年 | イベント           | J-FRIENDS COUNTDOWN in TOKYO                                             | - 12月31日 - 1か所1公演 - 東京ドーム |
| 2003年 | イベント           | 応援歌'03 19th じゃがいもの会チャリティーショー                          | - 5月13日 - 1か所1公演 - NHKホール - 森進一が開催 |
| 2003年 | コンサート         | V6 SUMMER SPECIAL DREAM LIVE 2003                                        | - 8月14日 - 8月28日 - 1か所13日間17公演 - 国立代々木競技場 第一体育館 この年はV6のツアーは行われず、東京のみで開催。公演日ごとに「V program」と「V V program」と2パターンの公演内容で行った。さらに8月28日は追加公演として「V V V program」（V program と V V program の別々の公演を、まとめて1日で観てもらう内容）を行った。以下は各公演を行った公演日と公演回。 V program：8月14日（夜）・16日（昼・夜）・18日（夜）・22日（夜）・24日（昼・夜）・26日（夜） V V program：8月15日（夜）・17日（昼・夜）・19日（夜）・23日（昼・夜）・25日（夜）・27日（夜） V V V program：8月28日（昼） |
| 2003年 | イベント           | Johnny's Starship Countdown 2003-2004                                    | - 12月31日 - 1か所1公演 - 東京ドーム |
| 2004年 | ツアー・コンサート | V6 SUMMER SPECIAL DREAM LIVE 2004                                        | - 7月31日 - 8月25日 - 2か所18日間24公演 - 国立代々木競技場 第一体育館、大阪城ホール この年は「OSAKA DREAM」、「TOKYO DREAM」、「V program」、「V V program」、「『学校へ行こう!』SUMMER DREAM LIVE」の5パターンにて公演を展開。以下は各公演を行った公演日と公演回。 OSAKA DREAM：8月1日（昼・夜）・2日（夜） TOKYO DREAM：8月7日（夜）・8日（昼・夜）・9日（夜） V program：8月12日（夜）・14日（昼・夜）・16日（夜）・19日（夜）・21日（昼・夜）・23日（夜） V V program：8月13日（夜）・15日（昼・夜）・17日（夜）・20日（夜）・22日（昼・夜）・24日（夜） 『学校へ行こう』8月25日（夜） |
| 2004年 | イベント           | Johnny's "BIG SURPRISE" Countdown                                        | - 12月31日 - 1か所1公演 - 東京ドーム |
| 2005年 | イベント           | Thank you☆mind                                                           | - 11月1日 - 1か所3公演 - 国立代々木競技場 第一体育館（東京） デビュー10周年を記念して行われたイベント。3回目（夜）の公演は『学校へ行こう!』で中継された。 |
| 2005年 | ツアー・イベント   | V6 10th Anniversary Tour musicmind                                       | - 11月2日 - 12月28日 - 10か所22日間28公演（追加2公演含む） - 北海道立総合体育センター きたえーる、仙台市体育館、国立代々木競技場 第一体育館、石川県産業展示館4号館、長野ビッグハット、浜松アリーナ、名古屋レインボーホール、大阪城ホール、広島グリーンアリーナ、福岡国際センター デビュー10周年を記念して行われた、3年ぶりの全国ツアー。 |
| 2005年 | ツアー・イベント   | 全国6都市 握手会                                                         | - 11月6日 - 12月26日 - 6会場 - 東京、北海道、仙台、福岡、名古屋、大阪 - アルバム「musicmind」購入者イベント |
| 2005年 | イベント           | 日韓友情記念コンサート                                                   | - 12月6日 - 1か所1公演 - ソウル・チャムシル体育館 |
| 2005年 | イベント           | 見なきゃソンSONG「PRIDEかけてジャニーズ歌合戦」 at TOKYO DOME since 1998 | - 12月31日 - 1か所1公演 - 東京ドーム |

### 2006年 - 2010年
| 年     | 種別       | タイトル                                                                                         | 詳細 |
| ------ | ---------- | ------------------------------------------------------------------------------------------------ | --- |
| 2006年 | ツアー     | V6 SUMMER LIVE 2006 グッデイ!!                                                                   | - 8月3日 - 9月1日 - 7か所17日間19公演（追加2公演、中止1公演含む） - 北海道立総合体育センター きたえーる、国立代々木競技場 第一体育館、名古屋レインボーホール、大阪城ホール、広島グリーンアリーナ、マリンメッセ福岡、鹿児島アリーナ 鹿児島公演は当初8月23日 - 24日の2公演を予定していたが、8月23日の1公演のみとなった。また、東京・大阪それぞれ1公演ずつ追加公演を行った。 最終日に観客動員数500万人を突破。 |
| 2006年 | イベント   | Johnnys' Countdown 2006-2007                                                                     | - 12月31日 - 1か所1公演 - 東京ドーム |
| 2007年 | ツアー     | V6 LIVE TOUR 2007 Voyager -僕と僕らのあしたへ-                                                   | - 9月28日 - 11月18日 - 6か所13日間16公演（追加5公演含む） - 北海道立総合体育センター きたえーる、ホットハウススーパーアリーナ、国立代々木競技場 第一体育館、日本ガイシホール、大阪城ホール、マリンメッセ福岡 当初11月3日・4日に横浜アリーナでの公演が予定されており、公式サイトにも日程が掲載されていたが、ファンクラブ会員に優先販売のお知らせを発送する前に、公演中止となった。また東京で4公演、大阪で1公演それぞれ追加公演が決まった。 |
| 2007年 | イベント   | 10年目だよ!見なきゃソンSONGジャニーズカウントダウン歌合戦                                        | - 12月31日 - 1か所1公演 - 東京ドーム |
| 2008年 | ツアー     | V6 LIVE TOUR 2008 VIBES                                                                          | - 8月1日 - 8月31日 - 8か所15日間19公演（追加5公演含む） - 北海道立総合体育センター きたえーる、ホットハウススーパーアリーナ、国立代々木競技場 第一体育館、新潟市産業振興センター、日本ガイシホール、大阪城ホール、広島グリーンアリーナ、マリンメッセ福岡 このツアー中に、衣装を乗せたトラックが自然発火して全焼。そのため仙台公演まで全てKAT-TUNの作りかけの素材と燃えていなかった部分を合わせた衣装で公演を行った。代々木公演は新しい衣装を作り直した。 大阪で1公演、東京で3公演それぞれ追加公演が決まり、V6としては1996年以来12年ぶりに新潟公演を行なった。 |
| 2008年 | イベント   | ウシシもぅ大変!東西ドーム10万人集結!!年越しジャニーズ生歌合戦                                    | - 12月31日 - 1か所1公演 - 東京ドーム |
| 2009年 | 海外ツアー | V6 ASIA TOUR in 韓国&台北                                                                        | - 11月14日 - 11月22日 - 2か所4日間5公演 - ソウルオリンピック公園 オリンピックホール、台北アリーナ 7年ぶりとなるアジアツアー。V6としてソウルでは初公演となる。 |
| 2009年 | イベント   | 吠えろ!ジャニーズ虎の巻 東西ドーム10万人集結!! 超豪華年越し生歌合戦 Johnny's Countdown 2009-2010 | - 12月31日 - 1か所1公演 - 東京ドーム |
| 2010年 | ツアー     | V6 ASIA TOUR 2010 in JAPAN READY?                                                                | - 4月3日 - 6月13日 - 6か所14日間19公演（追加7公演含む） - 北海道立総合体育センター きたえーる、セキスイハイムスーパーアリーナ、国立代々木競技場 第一体育館、名古屋 日本ガイシスポーツプラザ ガイシホール、マリンメッセ福岡、神戸ワールド記念ホール |
| 2010年 | イベント   | 跳べ!ジャニーズ年越し生歌合戦だピョン!! Johnnys' Countdown 2010-2011                             | - 12月31日 - 1か所1公演 - 東京ドーム |

### 2011年 - 2015年
| 年     | 種別     | タイトル                                                                             | 詳細 |
| ------ | -------- | ------------------------------------------------------------------------------------ | --- |
| 2011年 | ツアー   | V6 live tour 2011 Sexy.Honey.Bunny!                                                  | - 8月20日 - 10月10日 - 8か所14日間17公演 (追加3公演含む) - 大阪城ホール、神戸ワールド記念ホール、国立代々木競技場 第一体育館、石川県産業展示館 4号館、朱鷺メッセ 新潟コンベンションセンター、北海道立総合体育センター きたえーる、マリンメッセ福岡、横浜アリーナ                                                           |
| 2011年 | イベント | リュウ達来ちゃいなよ!ジャニーズ東西ドーム年越し歌合戦!! Johnnys' Countdown 2011-2012 | - 12月31日 - 1か所1公演 - 東京ドーム |
| 2012年 | イベント | V6『ROCK YOUR SOUL』Rockね！イベント                                                 | - 12月27日 - 1か所1公演 - 六本木ヒルズアリーナ - シングル「ROCK YOUR SOUL」発売記念イベント |
| 2012年 | イベント | Johnnys' Countdown 2012-2013                                                         | - 12月31日 - 1か所1公演 - 東京ドーム |
| 2013年 | ツアー   | V6 LIVE TOUR 2013 Oh! My! Goodness!                                                  | - 3月9日 - 5月26日 - 9か所17日間18公演 (追加3公演含む) - 国立代々木競技場 第一体育館、大阪城ホール、名古屋 日本ガイシスポーツプラザ ガイシホール、北海道立総合体育センター きたえーる、仙台セキスイハイムスーパーアリーナ、朱鷺メッセ 新潟コンベンションセンター、長野ビッグハット、広島グリーンアリーナ、マリンメッセ福岡 |
| 2015年 | イベント | V6 20th ANNIVERSARY 〜Timeless〜                                                     | - 6月20日 - 1か所1公演 - 東京 グランドプリンスホテル新高輪 飛天 - シングル「Timeless」発売記念イベント |
| 2015年 | ツアー   | ラブセン presents V6 LIVE TOUR 2015 -SINCE 1995〜FOREVER-                            | - 8月30日 -11月1日 - 7か所15日間15公演 - 北海道立総合体育センター きたえーる、大阪城ホール、横浜アリーナ、マリンメッセ福岡、朱鷺メッセ 新潟コンベンションセンター、名古屋 日本ガイシスポーツプラザ ガイシホール、国立代々木競技場 第一体育館 デビュー20周年記念ツアー。                                                    |

### 2016年 - 2021年
| 年     | 種別       | タイトル                                                      | 詳細 |
| ------ | ---------- | ------------------------------------------------------------- | --- |
| 2016年 | フェス     | テレビ朝日ドリームフェスティバル2016                          | - 10月23日 - 1か所1公演 - 国立代々木競技場第一体育館 - 13thアルバム『The ONES』初回限定盤B・DVDに収録。 |
| 2016年 | イベント   | ジャニーズカウントダウン 2016-2017                            | - 12月31日 - 1か所1公演 - 東京ドーム |
| 2017年 | ツアー     | V6 LIVE TOUR 2017 The ONES                                    | - 8月11日 - 10月22日 - 7か所21日間21公演 (追加4公演含む) - 名古屋 日本ガイシスポーツプラザ ガイシホール、マリンメッセ福岡、大阪城ホール、宮城 セキスイハイムスーパーアリーナ、北海道立総合体育センター きたえーる、横浜アリーナ、静岡 エコパアリーナ |
| 2017年 | イベント   | 20周年だよ!ジャニーズカウントダウンコンサート2017～2018       | - 12月31日 - 東京ドーム |
| 2018年 | イベント   | 平成最後の夢物語！ジャニーズカウントダウンコンサート2018~2019 | - 12月31日 - 1か所1公演 - 東京ドーム |
| 2020年 | 配信ライブ | Johnny's World Happy LIVE with YOU Day1                       | - 6月16日 - 1か所1公演（King&Prince、嵐と同日開催）、アーカイブ配信あり - 横浜アリーナ |
| 2020年 | 配信ライブ | V6 For the 25th anniversary                                   | - 11月1日 - 1か所1公演 - 国立代々木競技場第一体育館 - 前日10月31日にファンクラブ会員限定の前夜祭を配信 |
| 2021年 | ツアー     | LIVE TOUR V6 groove                                           | - 9月4日 - 11月1日 - 9か所18公演 (追加1公演含む) - マリンメッセ福岡、大阪城ホール、日本ガイシスポーツプラザガイシホール、サンドーム福井、セキスイハイムスーパーアリーナ、真駒内セキスイハイムアイスアリーナ、さいたまスーパーアリーナ、横浜アリーナ、幕張メッセ 幕張イベントホール - 解散前最後のツアー - 最終日は解散日となっておりJohnny's netオンラインにて生配信された。 |

## 出演

### テレビドラマ
- Vの炎（1995年10月9日 - 11月2日、フジテレビ） - V6主演

### バラエティ
- アイドルオンステージ（1995年11月 - 1997年3月30日、NHK BS2）
- M-Navi（1996年4月 - 9月、TBS）
- マジカル頭脳パワー!!（1996年4月25日 - 1999年9月16日、日本テレビ）
- ミュージック・ジャンプ（1997年4月6日 - 1998年3月29日、NHK BS2）
- 学校へ行こう!（TBS）
  - 学校へ行こう!（1997年10月16日 - 2005年3月15日）
  - 学校へ行こう!MAX（2005年4月19日 - 2008年9月2日）
  - 学校へ行こう!2015（2015年11月3日）
  - V6の愛なんだ2017 史上最高の夏まつり!（2017年8月30日）
  - V6の愛なんだ2018（2018年9月24日）
  - V6の愛なんだ2019（2019年9月23日）
  - V6の愛なんだ2020（2020年11月3日）
  - 学校へ行こう!2021（2021年10月26日）[62][63][51]
- 24時間テレビ 「愛は地球を救う」（1998年・2000年・2015年・2020年、日本テレビ）
- V6の素（1999年10月14日 - 2000年3月23日、フジテレビ）
- マッハブイロク（2000年4月6日 - 9月14日、フジテレビ）
- お笑いV6病棟!（2000年10月12日 - 2001年3月29日、フジテレビ）
- Let's V6大作戦!! 台湾へ行け!!6番勝負（2001年4月1日、フジテレビ）
- VivaVivaV6（2001年4月12日 - 2010年3月19日、フジテレビ）
- ラブセン!（2002年10月7日 - 2004年9月27日、TBS）
- 新知識階級 クマグス（2008年10月18日 - 2010年9月23日、TBS）
- ミッションV6（2010年10月13日 - 2011年9月21日、TBS）
- 男のヘンサーチ!!（2011年10月12日 - 2012年9月19日、TBS）
- ガチャガチャV6（2012年10月17日 - 2014年3月19日、TBS）
- V6 LOVE VICTORY（2012年12月27日・2013年4月9日、TBS）
- アメージパング!（2014年4月23日 - 2021年10月20日、TBS）

### NHK紅白歌合戦出場歴
| 年度   | 放送回 | 回 | 曲目               | 備考                       |
| ------ | ------ | -- | ------------------ | -------------------------- |
| 2014年 | 第65回 | 初 | WAになっておどろう | 前半トリ                   |
| 2015年 | 第66回 | 2  | ザッツ!V6メドレー  | 井ノ原が白組司会を務めた。 |
| 2016年 | 第67回 | 3  | Smile! メドレー    |                            |

2014年（第65回）- 2016年（第67回）に3回連続出場。第46回（1995年）はTOKIOのバックダンサーとして出演。第50回（1999年）は企画コーナーにゲスト出演し「Believe Your Smile」を歌唱している。

### ラジオ
- オレたちやってま〜す （1999年10月 - 2003年3月、MBSラジオ）
- オールナイトニッポン（ニッポン放送）
  - V6のオールナイトニッポン（2000年5月11日・2000年12月27日・2005年11月1日・2006年8月1日）
  - V6のオールナイトニッポンGOLD（2015年7月31日） - 坂本・長野・三宅
- 第41回 ラジオ・チャリティ・ミュージックソン（2015年12月24日・25日、ニッポン放送） - メインパーソナリティ[40]

### 映画
- ハードラックヒーロー（2003年） - V6主演
- サンダーバード（2004年） - 日本語吹き替え
- ホールドアップダウン（2005年） - V6主演

### 舞台
- SHOW劇'97 MASK（1997年12月、大阪松竹座） - 坂本・井ノ原・岡田

Coming Century
- ジャニーズファンタジー 「KYO TO KYO」（1997年8月27日・8月28日、京都シアター1200）[67]

### CM
- 日本ケンタッキーフライドチキン「ドラムキッズ」（1997年）
- PlayStation 「Project V6」（1998年）
- 春の高校バレー（1998年）
- 日本ユニセフ協会「ワールドカウントダウン募金」（1998年 - 2000年）[68]
- 関西セルラー（1999年 - 2000年）[69]
- アニメ『犬夜叉』宣伝 （2000年）
- 味の素ゼネラルフーヅ「ドリコレ!」（2014年 - 2015年）[70][68][69]
- 森永乳業「ピノ」（2021年）[71][72][73]
- ソフトバンク「V6 5G LOVE！」（2021年）[74][75]

### ゲーム
- プロジェクトV6（1998年2月28日、ゼネラル・エンタテイメント） - PlayStation用ソフト
- ラブセン〜V6とヒミツの恋〜（2013年10月23日 - 2016年10月21日、GREE / サイバード） - ソーシャルゲーム[76]

## 書籍
- プロジェクトV6完全攻略ファンブック（1998年6月10日、ワニブックス）ISBN 978-4847012952
- VVV6スーパー・ジャンクフード・ブック（2002年8月28日、光文社）ISBN 978-4334901035
- VVV6東京Vシュラン とっておきのグルメランキング。（2004年9月24日、東京ニュース通信社）ISBN 978-4924566347

### 写真集
- Viva!V6 V6ファースト写真集（1997年5月15日、集英社）ISBN 978-4081020256
- V6 2001 IN TAIPEI（2001年6月、ジャニーズショップ及びジェイステーション）
- HOLD UP DOWN V6 photographs（2005年11月3日、角川書店）ISBN 978-4048941570

### 雑誌連載
- TVぴあ「V6の"楽"級新聞」（ぴあ） - 連載終了
- TVステーション「V6の主張」（ダイヤモンド社）